# Jerzmanice-Zdrój
Jerzmanice-Zdrój (niem. Bad Hermsdorf) – wieś sołecka w Polsce położona w województwie dolnośląskim, w powiecie złotoryjskim, w gminie wiejskiej Złotoryja. Geograficznie znajduje się na Pogórzu Kaczawskim w północnych Sudetach. 
W latach 1975–1998 miejscowość należała do województwa legnickiego, wcześniej od 1946 do 1975 do województwa wrocławskiego.
Pierwsze wzmianki pochodzą z czasów książąt śląskich, a konkretnie Bolesława II Rogatki. Przez wiele stuleci wieś znajdowała się w Księstwie Legnickim (do 1645 roku) – najpierw pod panowaniem polskim, później czeskim, austriackim, pruskim i niemieckim. Od 1945 roku ponownie w granicach Polski.

## Środowisko naturalne

### Położenie

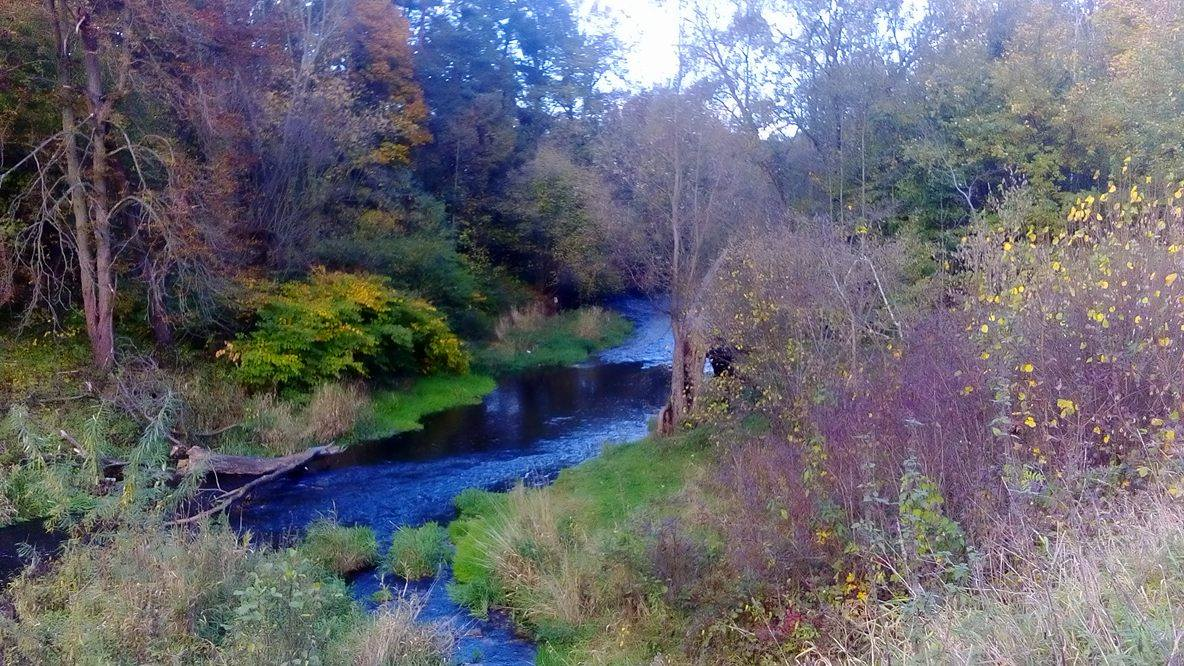
Kaczawa – okolice wodospadu

Wieś położona jest nad doliną Kaczawy. Od północy górują nad nią zalesione Pieklące Wzgórza (299 m n.p.m.), Goleń (302 m n.p.m.), Gruchacz (308 m n.p.m.) i Gajowe Góry (309 m n.p.m.). Zabudowania grupują się głównie wokół drogi wojewódzkiej 364 prowadzącej w kierunku Lwówka Śląskiego. Część wsi, położona u zbiegu doliny Kaczawy z doliną Drążnicy, nosi nazwę Podgórnik. Swe malownicze położenie Jerzmanice zawdzięczają budowie geologicznej. Leżą one bowiem na pograniczu 2 jednostek geologicznych: zrębu Złotoryi i synklinarnego rowu Leszczyny. Oddziela je inwersyjny uskok Jerzmanic, przebiegający północnym skrajem wsi.
Odległości do najbliższych miast powiatowych:
- Złotoryja (3,6 km)
- Lwówek Śląski (19,6 km)

- Legnica (22,2 km)
- Jawor (23,1 km).

### Klimat

#### Przegląd
Jerzmanice-Zdrój znajdują się w strefie klimatu umiarkowanego przejściowego. Sklasyfikowane zostały w I strefie (przedgórze) sudeckiego regionu klimatycznego wg klasyfikacji W. Okołowicza i D. Martyn z 1979 roku. Według klasyfikacji W. Wiszniewskiego i W. Chełchowskiego z 1987 roku Jerzmanice są na pograniczu lubusko-dolnośląskiego i sudeckiego regionu klimatycznego. Klasyfikacja J. Paszyńskiego i B. Krawczyk z 1970 r. umiejscowiła Jerzmanice w regionie klimatycznym 5a.
| Cechy charakterystyczne dla klimatu Jerzmanic-Zdroju | Cechy charakterystyczne dla klimatu Jerzmanic-Zdroju |
| ---------------------------------------------------- | ---------------------------------------------------- |
| średnia roczna temperatura                           | +7,5 °C                                              |
| średnia temperatura stycznia                         | –2,5 °C                                              |
| średnia temperatura lipca                            | +17,5 °C                                             |
| rozpoczęcie termicznej wiosny                        | pierwszy tydzień kwietnia                            |
| lato ze średnią temperaturą dobową powyżej +15 °C    | ok. 70–84 dni                                        |
| zima z temperaturą dobową poniżej 0 °C               | ok. 84–98 dni                                        |
| okres wegetacyjny                                    | 30-31 tygodni                                        |
| suma roczna opadów atmosferycznych                   | 700–750 mm (Opady niższe niż w Górach Kaczawskich)   |
| liczba dni z pokrywą śnieżną                         | ok. 80                                               |
| średnie roczne nasłonecznienie na dobę               | ok. 4 godzin                                         |
| średnia liczba dni pochmurnych w roku                | ok. 115                                              |
| średnia liczba dni pogodnych w roku                  | ok. 55                                               |

Tabela opracowana na podstawie źródeł:
Mapa izogradientów klimatycznych umiejscawia Jerzmanice na pograniczu 3 i 4 strefy o różnej zmienności częstości występowania typów pogody w Polsce, co oznacza dużą i bardzo dużą zmienność w występowaniu poszczególnych warunków atmosferycznych. Inna klasyfikacja umieszcza wieś w XXIII regionie klimatycznym Polski – regionie Dolnośląskim Zachodnim.

#### Dane za rok 2017
Według danych Instytutu Meteorologii i Gospodarki Wodnej oraz na podstawie analizy map i wykresów przedstawiających poszczególne dane dotyczące sytuacji pogodowej Polski, w 2017 roku średnia temperatura roczna wynosiła ok. +10 °C. W poszczególnych porach roku i miesiącach:
- wiosną – ok. +9,5 °C (w kwietniu ok. +7,5 °C, w maju ok. +13 °C, w czerwcu ok. +18 °C)
- latem – ok. +18 °C (w lipcu ok. +18 °C, w sierpniu ok. +19 °C, we wrześniu ok. +12,5 °C)
- jesienią – ok. +9,5 °C (w październiku ok. +11 °C, w listopadzie ok. +5 °C, w grudniu ok. +2 °C)
- zimą – ok. –2 °C (w styczniu ok. –5 °C, w lutym ok. 0 °C, w marcu ok. +6,5 °C)

Najniższa zanotowana temperatura w okolicy wynosiła ok. –15 °C, a najwyższa – ok. +30 °C. Średnio roczne usłonecznienie wyniosło ok. 2000 godzin, a roczna suma opadów to ok. 700 mm.

### Warunki rolnicze
Według klasyfikacji R. Gumińskiego z 1948 roku Jerzmanice-Zdrój znajdują się w XVIII dzielnicy rolniczo-klimatycznej. W kwestii przydatności rolniczej gleb do użytkowania jako grunty rolne Jerzmanice umiejscowione są w kompleksie pszennym dobrym (2). Gleby te mają gorszą przewiewność oraz większe niedobory wilgoci niż kompleks pszenny bardzo dobry (1), co przekłada się na gorsze warunki uprawiania roli. Nie są to jednak gleby wadliwe. Teren Jerzmanic scharakteryzowany jest jako obszar o uciążliwej rzeźbie terenu. Gmina wiejska Złotoryja, więc i Jerzmanice, znajduje się na terenie najwyższego wskaźnika jakości rolniczej przestrzeni produkcyjnej – otrzymała najwyższą liczbę punktów – 110. Jakość agroklimatu, wg danych IUNG oscyluje na pograniczu pomiędzy wysoką a niską – okolice otrzymały 11 punktów w skali od 0 do 16.
Klasyfikacja Gumińskiego z 1951 roku umieszcza Jerzmanice-Zdrój na pograniczu XIV a XVIII dzielnicy rolniczo-klimatycznej, czyli na pograniczu dzielnic Sudeckiej i Wrocławskiej. Okres wegetacji wg tego badania wynosi od 200 do 220 dni, czyli ponad 31 tygodni. Liczba dni z przymrozkiem wynosi od 90 do 120 (dane te są przedstawione w ramach obu dzielnic, z uwzględnieniem najniższej i najwyższej wartości u obu z nich). Początek prac polowych datuje się na okres między 20 marca a 5 kwietnia.

### Warunki wodne
Jerzmanice-Zdrój znajdują się w lepszym przedziale dogodności warunków wodnych w Polsce. Tereny te otrzymały pomiędzy 4 a 5 punktów w pięciopunktowej skali.

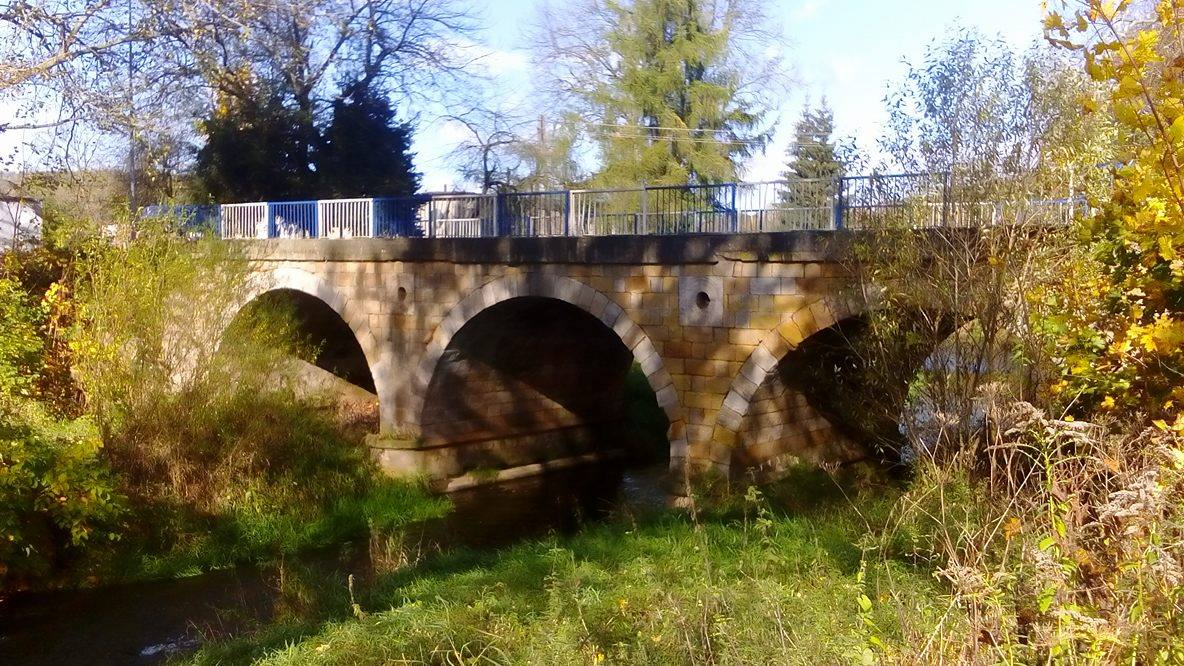
Most na Kaczawie

## Nazwa i jej geneza

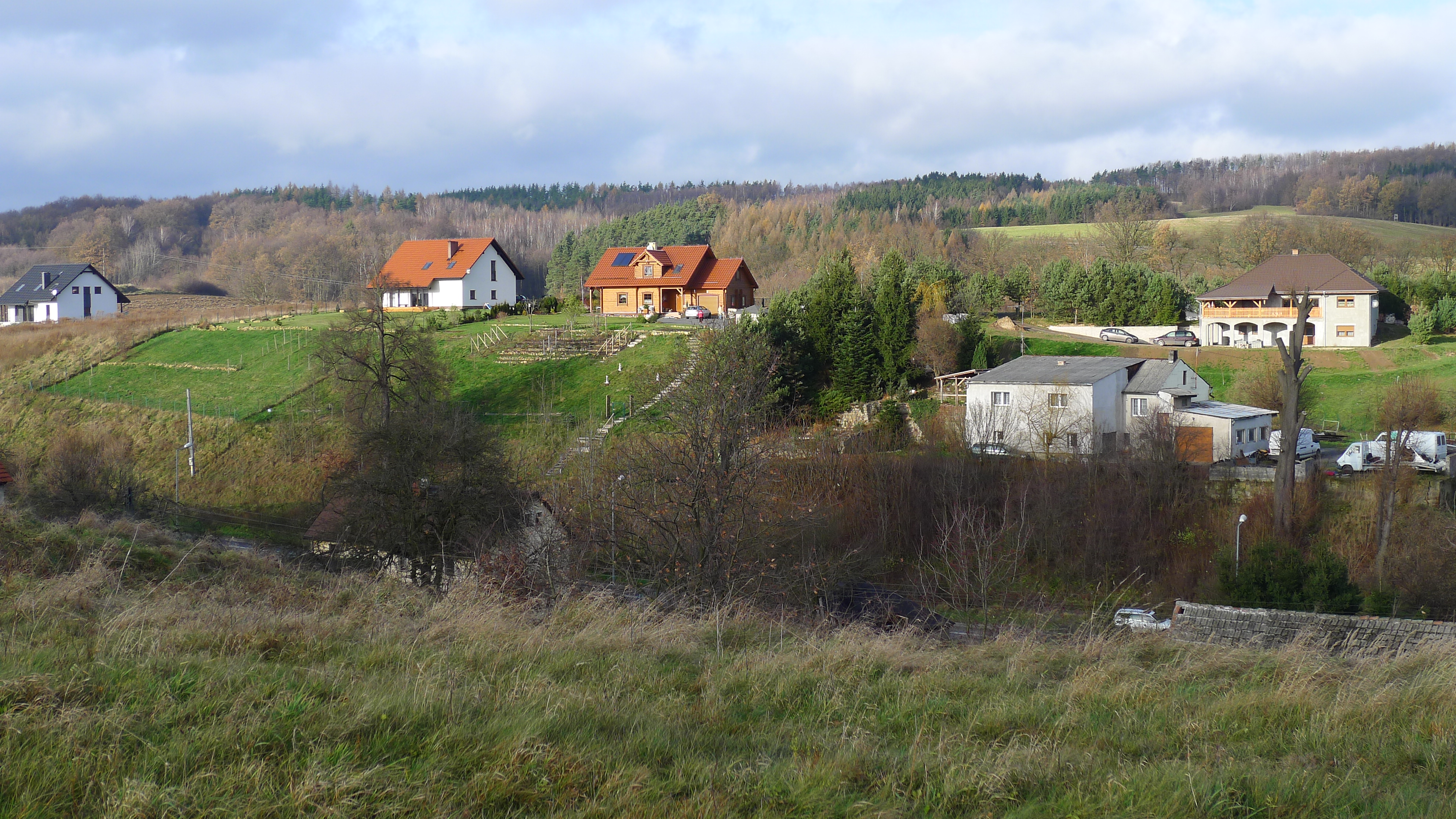
Nowo wybudowane domy na wzgórzu w środkowej części wsi

W roku 1253 wieś nazywała się Hermanstorph – nazwa ta pojawiła się w księgach biskupstwa wrocławskiego (wnioskować można, że zasadźcą wsi był mężczyzna o imieniu Hermann). W kolejnych latach:
| Lata obowiązywania | Nazwa miejscowości           |
| ------------------ | ---------------------------- |
| 1364-1443          | Hermansdorf                  |
| 1443-1668          | Hermannsdorf                 |
| 1668-1726          | Hermansdorff                 |
| 1726-1816          | Ober-Nieder Hermansdorff     |
| 1816-1825          | Goldbergische Hermsdorf      |
| 1825-1881          | Goldbergish Hermsdorf        |
| 1881-1918          | Bad Hermsdorf                |
| 1918-1945          | Hermsdorf am Katzbach        |
| 1945-1946          | Hermanowice, później Radosna |
| od 1946/47-nadal   | Jerzmanice-Zdrój             |

Tabela opracowana na podstawie źródła:
W 1946 roku wprowadzono urzędowo nazwę Jerzmanice Zdrój, zastępując oficjalnie poprzednią niemiecką nazwę Hermsdorf a. Katzbach oraz obowiązującą zaraz po wojnie, tymczasową nazwę Hermanowice i późniejszą Radosna. Nazwę z dywizem (Jerzmanice-Zdrój) zatwierdziło MSWiA. Istnieją niejasności co do oficjalnych dat pojawienia się zmian nazw wsi w latach powojennych, tj. 1945-1947. W zależności od źródła pojawiają się rozbieżności.
Powszechnie używana jest skrótowa nazwa Jerzmanice, szczególnie przez mieszkańców i w najbliższej okolicy.

## Historia

### Prehistoria
Okolice Jerzmanic były zasiedlone co najmniej od neolitu, o czym świadczy odkryty tu w 1925 r. toporek kamienny, wiązany z tzw. kulturą ceramiki wstęgowej (4500–3750 p.n.e.).
W 1860 lub 1861 roku w Podgórniku (wówczas wieś, obecnie przysiółek Jerzmanic) chłop wyorał wiadro z brązu, zawierające czarki, sprzączki, groty oszczepów, siekierki, bransolety, naramienniki, zapinkę, nóż i bryłę brązu – ważące łącznie ok. 15 kg. Na skutek braku świadomości wartości znaleziska uległ on w późniejszych latach znacznemu rozproszeniu. W 1879 ważąca zaledwie 2,5 kg część skarbu trafiła do wrocławskiego Muzeum Starożytności. Znalezisko określane jako „skarb z Podgórnika” datowane jest na okres 800–650 p.n.e., obecnie znajduje się we wrocławskim Muzeum Archeologicznym.
Drugi skarb znaleziono w podobnych okolicznościach – w 1926 r. chłop wyorał na polu pod Pieklącymi Wzgórzami wyroby z brązu – pogięte bransolety i ogniwa łańcucha – w sumie objętość skarbu wynosiła 12 bransolet. Dwa lata później znalazł następne przedmioty, które następnie trafiły do muzeum we Wrocławiu. Wyroby z drugiego skarbu datowane są na okres 1200–1000 p.n.e.
Tak wczesne zasiedlenie okolic Jerzmanic wiązało się – być może – z eksploatacją pobliskich złóż rud miedzi. Natomiast okruchowe złoża złota wykorzystywano dopiero począwszy od XIII w. Śladami po tych pracach są zarośnięte pagórki – hałdy przemytego materiału przy drodze z Jerzmanic w kierunku Świerzawy.

### Średniowiecze i nowożytność
Pomimo materialnych dowodów dawnego osadnictwa źródła pisane długo milczały o Jerzmanicach, założonych przypuszczalnie jako „wieś Hermana” w końcu XII w. Prawdopodobnie wieś istniała już podczas najazdu Mongołów w 1241 roku, jednak musiała szybko podnieść się po tym katastrofalnym okresie, gdyż – wierząc informacjom kapituły wrocławskiej – w 1268 roku Hermanstorph regularnie płacił dziesięcinę. Pierwsza pewna informacja o wsi pochodzi dopiero z 1497 r.
Z 1330 roku pochodzą informacje, że Podgórnik, czyli dolną część miejscowości, kupił niejaki Franczo. Przypadł on po śmierci dotychczasowego właściciela szpitalowi św. Ducha.
W 1339 roku pojawiła się wzmianka o Jerzmanicach w dokumentach biskupa wrocławskiego. Z XIV wieku pochodzi również wzmianka o młynie, który opłacał czynsz na rzecz szpitala św. Elżbiety w pobliskiej Złotoryi. Warto wspomnieć o młynarzu Willenbergu, który jeszcze w 1497 roku przekazał 18 funtów oleju na pomoc szpitalowi, co oznacza niejako, że pomoc od młyna stała się tradycją. Reformacja dotarła do Jerzmanic oficjalnie w 1527 roku, kiedy najprawdopodobniej wygłoszono tu pierwsze kazanie w duchu reformacyjnym.
W XVI w. osiedliły się tu znane rody szlacheckie von Bocków, którzy posiadali majątek zwany Dolnym (mieszczący się w obrębie obecnej leśniczówki), i von Schindlów, właścicieli majątku Górnego (naprzeciw kościoła). Później rodziny te często zmieniały się w posiadaniu obu majątków. Pierwszym znanym przedstawicielem pierwszej rodziny był Wolfgang von Bock, humanista i kanclerz księcia legnickiego Fryderyka II, zmarły podczas zarazy w 1550 r. Prawdopodobnie jego przedstawia największa z trzech płaskorzeźb, wykutych na piaskowcowej skałce (koło sklepu, w pobliżu zakładu poprawczego) – postać mężczyzny z datą „1550”. Głowa w koronie to wizerunek księcia Fryderyka III, zaś wizerunek kobiety w medalionie czeka na identyfikację. Nie jest pewna data pojawienia się rodu Bocków w Jerzmanicach i znana ich historia tutaj przed 1541 rokiem, gdy to Albrecht Bock wybudował pierwszy pałac rodowy.
W XVI wieku wieś została dotknięta epidemią cholery. Według relacji byłej mieszkanki z 1996 roku, w miejscowości znajdowało się tzw. pole zarazy, czyli miejsce, gdzie grzebano zmarłych na cholerę w XVI wieku. Miało ono znajdować się po lewej stronie drogi ze Złotoryi w stronę Jerzmanic, na zboczu prowadzącym na Wilczą Górę. W roku 1584 wybudowano jaz na Kaczawie, co miało służyć powstrzymaniu rzeki przed wylewem. U schyłku XVI wieku, w 1599 roku, wybudowano młynówkę. Najtragiczniejsza powódź miała miejsce w roku 1608, kiedy to odnotowano 84 przypadki śmiertelne.
W XVII stuleciu w Jerzmanicach-Zdroju istniała szubienica. Znajdowała się ona na północny zachód od wsi na Górze Szubienicznej (Galgenberg). Wykonano tam co najmniej dwa wyroki śmierci. 21 marca 1686 roku dokonano egzekucji pomocnika krawca, a 27 czerwca tego samego roku – pomocnika murarskiego. Oba wyroki dotyczyły podpaleń.
W roku 1757 podczas inwazji Austriaków na Śląsk, przez ówczesne Ober-Nieder Hermansdorff przeszła armia austriacka.
Przekaz z 1789 roku mówi, że w Jerzmanicach istniał pałac, dwa folwarki, kościół ewangelicki z pastorówką (plebanią, tudzież domem pastora), młyn wodny, karczma, kuźnia i 98 budynków mieszkalnych. Mieszkańcy, poza rolnictwem, zajmowali się produkcją płótna dla manufaktur w Złotoryi. W 1794 roku wybudowano drogę wzdłuż Kaczawy, od Bramy Solnej w Złotoryi do jerzmanickich pól. W miejscowości istniały 3 restauracje, powszechnie znane nie tylko w okolicy. Jerzmanice były wówczas uznawane za dość zamożną wieś.
Ważne przemiany przyniósł Jerzmanicom wiek XIX. 22 sierpnia 1813 roku między innymi tutaj rozpoczęła się bitwa o Złotoryję. Stąd też francuska armia atakowała Wilczą Górę. Szczególnie odczuła to jerzmanicka świątynia. Francuzi bowiem bawili się w strzelanie do gołębi, co spowodowało pożar części wsi – dachy kryte były głównie słomą. Po wojnach napoleońskich w Jerzmanicach obok działającego już kamieniołomu powstała wykańczalnia sukna. W latach 1836–1837 w budowie była duża tkalnia i wykańczalnia sukien na terenie młyna. Inwestorem był kupiec o nazwisku Strauss. Zakład działał do 1875 roku i zatrudniał ponad 70 osób. W dokumentach z 1841 roku wykazano, że istnieje 101 budynków mieszkalnych, kościół ewangelicki oraz szkoła ewangelicka. Ponadto dwa folwarki, jeden pałac, dwa piece wapiennicze, dwa kamieniołomy wapienia, jeden kamieniołom piaskowca oraz fabryka sukna. W roku 1845 pracowało 6 rzemieślników, w tym fryzjer. Poza rolnictwem istniała hodowla merynosów (1100 sztuk) oraz bydła (239 sztuk). Mieszkańcy zajmowali się również ogrodnictwem. Potwierdzono istnienie majątku rycerskiego.

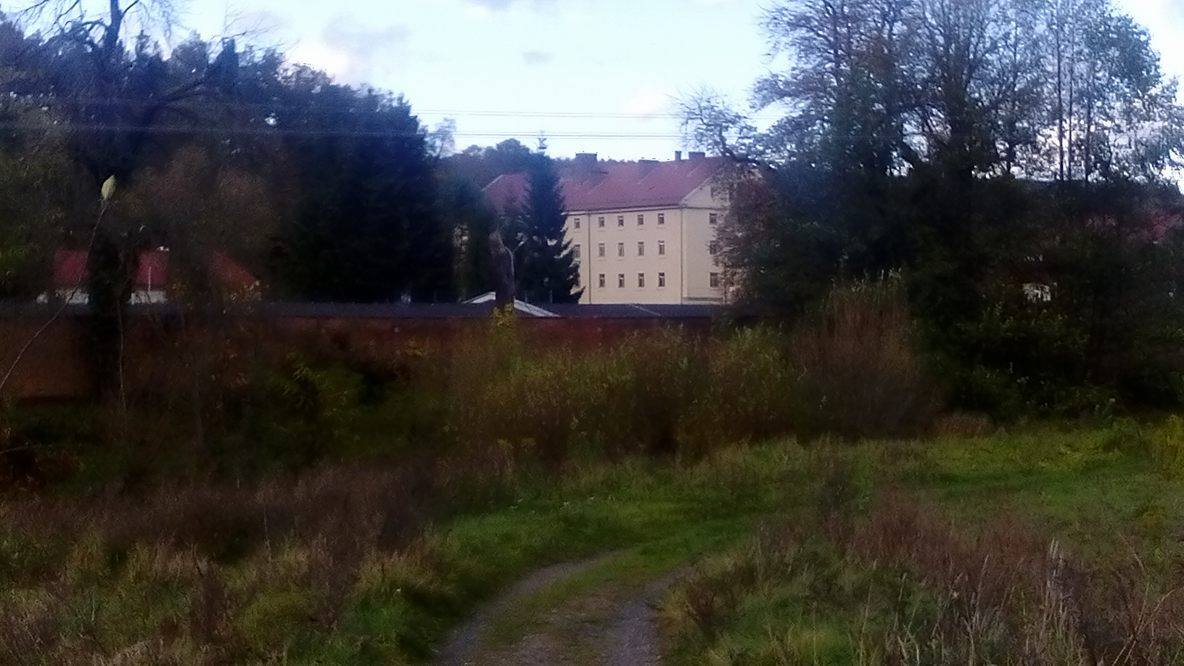
Dawne uzdrowisko, obecnie Zakład Poprawczy

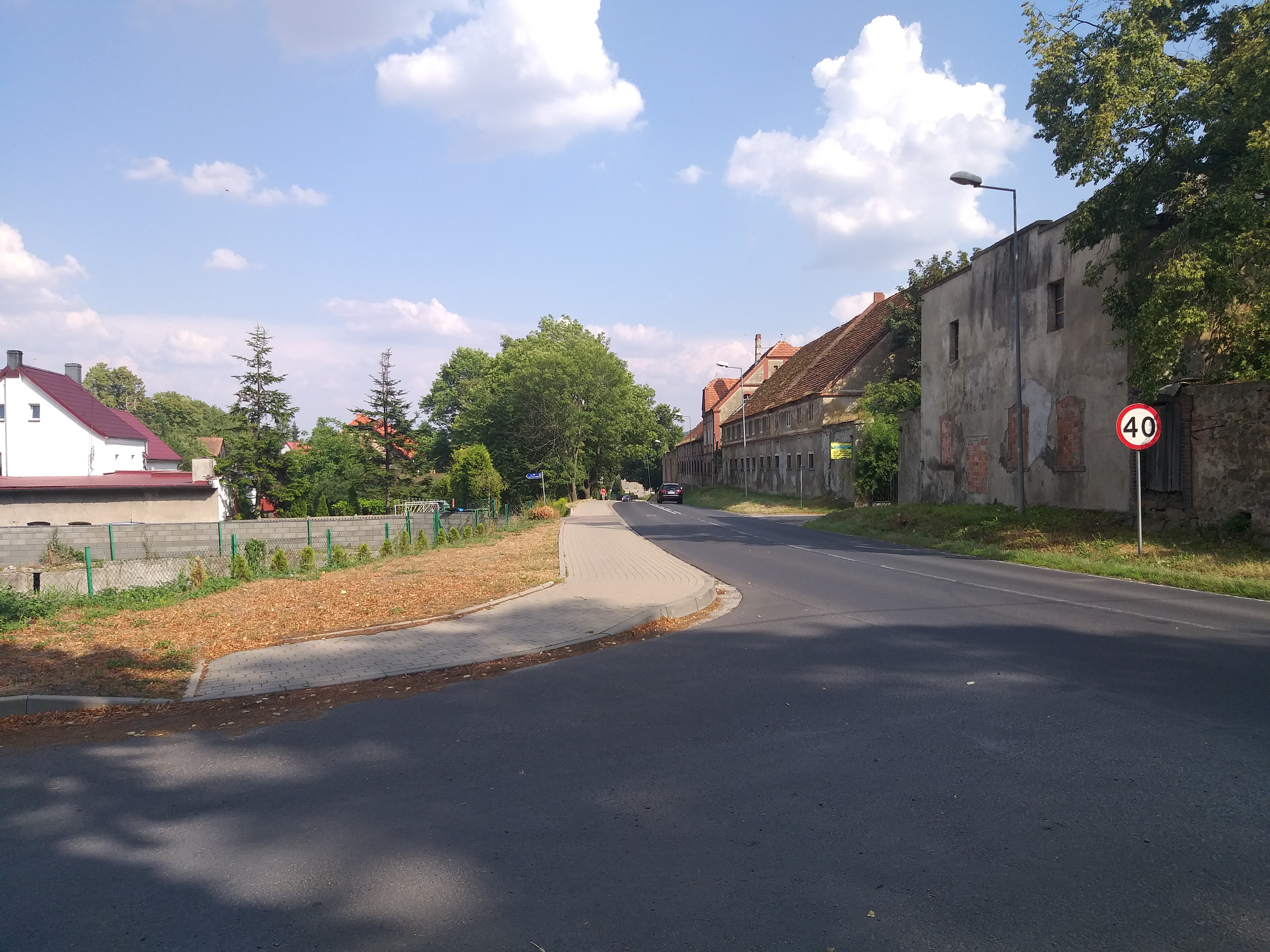
Jerzmanice-Zdrój – widok środkowej części wsi

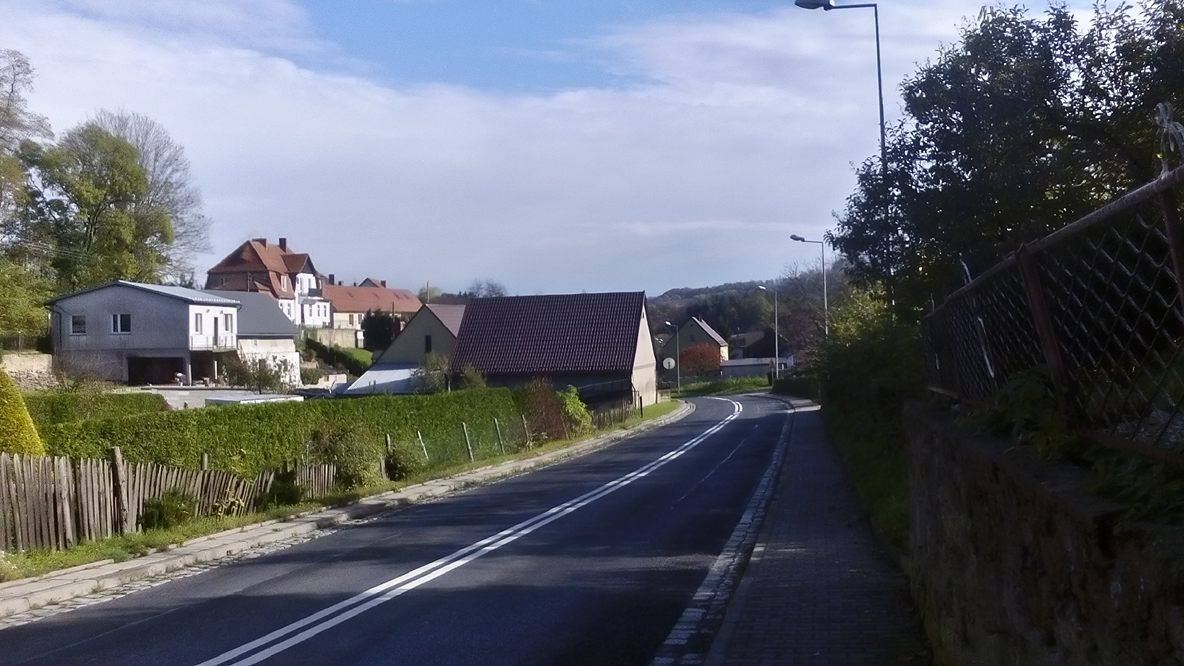
Jerzmanice-Zdrój – widok środkowej części wsi

W związku z obecnością źródeł wód mineralnych z inicjatywy złotoryjskiego lekarza powiatowego dr. Christiana Leo w 1881 roku w zabudowaniach dawnej wykańczalni sukna utworzono uzdrowisko. Otwarto je do użytku publicznego 11 lub 15 lipca 1881 roku pod nazwą Hermsdorf Bad. W późniejszym czasie zaczęto tak nazywać całą miejscowość. Uzdrowisko nastawione było na kąpiele błotne borowinowe, parowe, w wywarze z igieł świerkowych, inhalacje, kuracje żętycą. Reklamowano też tutejszą wodę jako szczawę węglanowo-żelazistą, ale powojenne analizy nie potwierdziły jej wartości. Leczono anemię, choroby śledziony, nerek, wątroby, choroby systemu nerwowego i in. Rocznie przybywało do uzdrowiska ok. 200 i więcej osób. Dla potrzeb leczących się i wypoczywających urządzono park z alejkami spacerowymi i ławeczkami, punkty widokowe itp. Istniały cztery domy „zdrojowe” i ok. 100 pokoi dla kuracjuszy. W kolejnych latach uzdrowisko rozbudowano o salę koncertową. W 1927 roku przeprowadzono ponad 8 tysięcy kąpieli, a leczyło się tu 810 kuracjuszy. W dzisiejszym budynku nr 19 znajdowała się stajnia, a w budynkach okolicznych wspomniane miejsca noclegowe. Pozostałością tego najtańszego wówczas zdrojowiska śląskiego są liczne ścieżki i schody wykute w skale w obrębie Kruczych Skał. Znajduje się tam również Skalne Źródło (zwane też źródełkiem św. Jadwigi), ujęte w klasycystyczny, marmurowy portal, obecnie bardzo zniszczony. Jedna z kolumn została skradziona w latach 90. XX wieku oraz zrekonstruowana dzięki Zakładowi Poprawczemu w Jerzmanicach-Zdroju oraz kamieniołomom w Czaplach.
W roku 1895 uruchomiono dworzec kolejowy, posiadający dwa perony.

### Czasy najnowsze (od 1914)
Podczas I wojny światowej dzwony z jerzmanickiego kościoła, wówczas ewangelickiego, zarekwirowano na cele wojskowe. W 1926 zniszczeniu uległ młyn wodny, którego ze względu na nieopłacalność już nie odbudowano (dziś znajduje się tu piekarnia). Utrata młyna była znaczącą stratą dla gospodarki Jerzmanic.

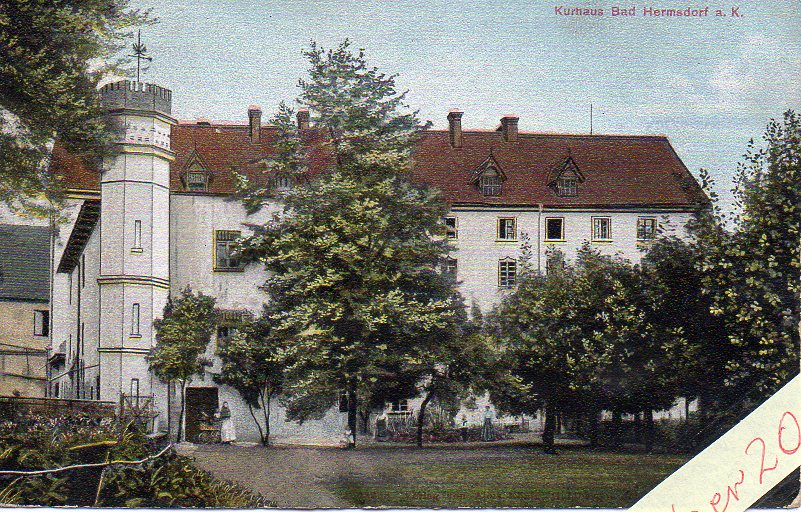
Dom zdrojowy w Jerzmanicach-Zdroju w 1908

Przed II wojną światową w Jerzmanicach mieszkał szef grupy NSDAP. Ostatnim niemieckim sołtysem był niejaki A. Fiebig. 26 maja 1946 roku w ówczesnym Hermsdorf am Katzbach odbyło się ostatnie ważne wydarzenie w niemieckiej historii wsi – ewangelickie bierzmowanie. Ludność niemiecka wiedziała, że musi opuścić wieś (stało się to 22 czerwca), co dodawało podniosłości owemu wydarzeniu. Pastor zdołał wypełnić zwyczajową formę komunii w Kościele protestanckim (pod postacią chleba i wina) jedynie w połowie, bowiem zamiast wina użył chłodnej herbaty, co było jedynym takim wydarzeniem nie tylko w historii wsi, ale także prawdopodobnie całego Kościoła protestanckiego. 

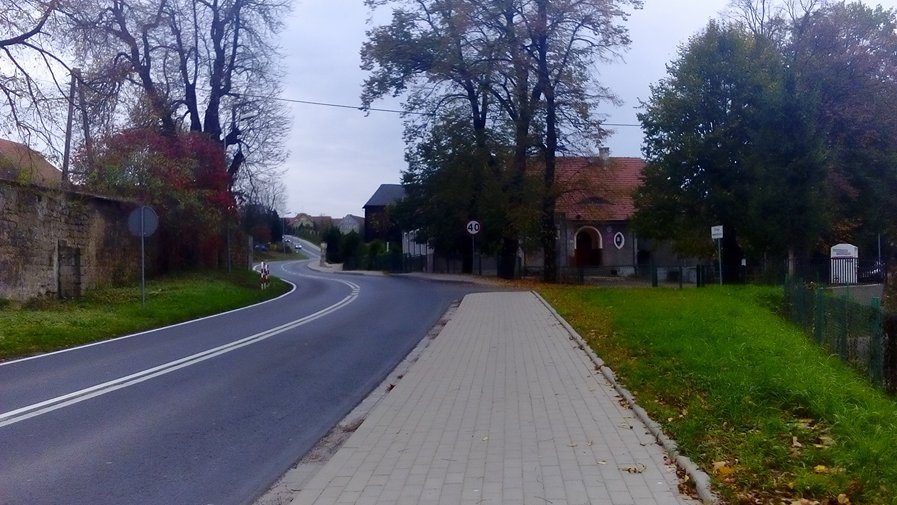
Jerzmanice-Zdrój – widok środkowej części wsi

Na początku II wojny światowej w byłym uzdrowisku ulokowano dzieci z Berlina. Później znajdować się tu miał szpital wojskowy.
12 lutego 1945 roku Jerzmanice-Zdrój zostały wyzwolone przez radziecką 56. Brygadę Pancerną Gwardii. Po wyzwoleniu, kościół św. Antoniego został wykorzystany przez armię radziecką jako stadnina dla koni. Po wojnie w uzdrowisku nie wznowiono działalności leczniczej, lecz zorganizowano koszary, następnie w latach 50. utworzono hotel pracowniczy. W budynkach uzdrowiska uruchomiono w 1959 roku państwowy zakład poprawczy.
W 1945 roku spłonął, wybudowany w latach 1904–1906, tzw. nowy pałac w głębi podwórza na terenie PGR. O spalenie wielokrotnie oskarżano żołnierzy wyzwalającej Armii Czerwonej. Mury zniknęły całkowicie w 1954 roku.
Obywatele niemieccy opuszczali wieś w kilku turach: w lutym 1945 roku, w czerwcu 1946 roku oraz ostatecznie we wrześniu roku 1947. Powojenni mieszkańcy Jerzmanic-Zdroju wspominają, iż miejscowość była zachowana w dobrym stanie i jedynie dwa budynki były zniszczone (nie wiadomo, czy w wyniku działań wojennych), drogi były utwardzone, a domy mieszkalne – murowane.
Wiadomo, że po II wojnie światowej w miejscowości tej ukrywał się u swoich rodziców Jan Bogdziewicz ps. Czarny Janek – powojenny partyzant znany z okolic Lwówka Śląskiego i Złotoryi, gdzie przebywał w konspiracji.

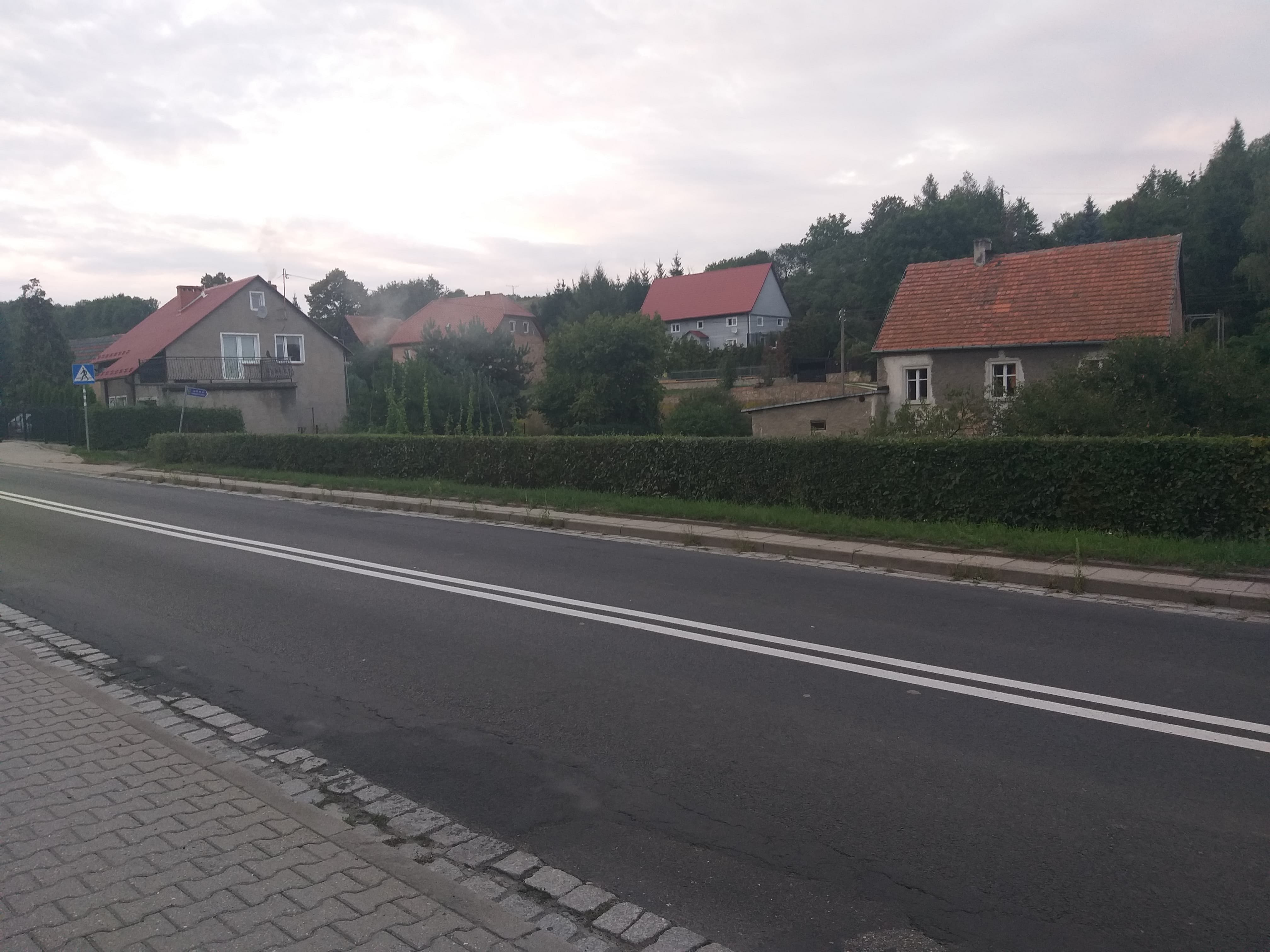
Zabudowania środkowej części wsi

Od maja do czerwca, a wg historyka ziemi złotoryjskiej A. Michlera – od grudnia 1945 roku przybywać zaczęli do Jerzmanic pierwsi polscy osadnicy, głównie z Polski centralnej, jak też z dawnych terenów wschodnich II Rzeczypospolitej (przede wszystkim miejscowości takie jak ukraińskie Szwejków, Białohorszcze, Monasterzyska czy litewskie Troki). 7 września 1946 roku otwarta została szkoła podstawowa, a w 1948 roku powstało państwowe gospodarstwo rolne, obejmujące budynki majątku Bocków w środkowej części wsi, które przestało funkcjonować w roku 1992.
W okresie PRL w Jerzmanicach planowano utworzenie ośrodka wypoczynkowego na ponad 2000 kuracjuszy w budynkach dawnego uzdrowiska. Plany te jednak okazały się przedwczesne, gdyż wody we wsi nie wykazywały zdrojowych właściwości, co spowodowało zaniechanie prac projektowych.
Na początku XXI wieku wieś została oświetlona i skanalizowana. Planowano również zamknąć szkołę z powodu niżu demograficznego, jednak prowadzenia placówki podjęło się specjalnie w tym celu powołane Stowarzyszenie Na Rzecz Rozwoju Wsi.
W roku 2013 Jerzmanice-Zdrój były gospodarzem uroczystości z okazji 200. rocznicy bitwy o Złotoryję. W drugiej połowie 2014 roku zamknięto sklep spożywczy w środkowej części Jerzmanic, natomiast w 2017 roku ponownie okradziono skalne źródełko św. Jadwigi, tym razem pozbawiając go obu kolumn. Stale pogarsza się stan dworca kolejowego w dolnej części wsi, szczególnie drewnianej werandy, której konstrukcja przestaje być stabilna, a dach uległ częściowemu zawaleniu. Pojawiły się tablice informacyjne w pobliżu Kruczych Skał, m.in. dotyczące samych formacji skalnych, jak i źródełka św. Jadwigi.
W 2018 r. w dolnych Jerzmanicach odkryto szczątki żołnierzy z czasów prawdopodobnie wojen napoleońskich. W miejscu tym powstał symboliczny grób nieznanego żołnierza. W 2019 roku zamknięto drugi sklep spożywczy w środkowej części wsi. Od tej pory jedynym otwartym sklepem pozostaje ten funkcjonujący przy piekarni w pobliżu zakładu poprawczego w dolnej części wsi.
Z dniem 3 września 2018 roku z powodu reformy oświatowej przestała istnieć Publiczna Szkoła Podstawowa w Jerzmanicach-Zdroju, która w obecnym budynku funkcjonowała od 1946 r.
W roku 2019 dokonano renowacji źródełka skalnego. Źródełko uzyskało dwie całkowicie nowe kolumny oraz wyryty w języku polskim napis „źródełko św. Jadwigi”, którego wcześniej nie było. Wpłynęło to dość znacznie na zmianę poprzedniego wizerunku.
W 2020 roku pojawiła się inicjatywa utworzenia we wsi Gminnego Ośrodka Kultury, który miałby funkcjonować w budynku dawnej szkoły podstawowej w środkowej części wsi. Do Jerzmanic przeniesiono także część gminnego archiwum, natomiast od końca maja 2021 roku Gminnego Centrum Kultury. Gmina Złotoryja w pierwszej połowie 2020 roku zdecydowała, podobnie jak w pozostałych wioskach gminy, o zamknięciu na co dzień świetlicy wiejskiej w budynku dzielonym z biblioteką.
W 2023 roku powstało Koło Gospodyń Wiejskich "Zdrojanki". Lokalna społeczność organizuje dożynki, festyny, imprezy okolicznościowe i inne wydarzenia, w tym spacery z historią.
We wrześniu 2024 roku miejscowość dotknęła powódź. Zalane zostały niektóre posesje w pobliżu rzeki Kaczawy.

W 2025 roku ruszył remont linii kolejowej z Jerzmanic-Zdroju przez Złotoryję do Legnicy. 

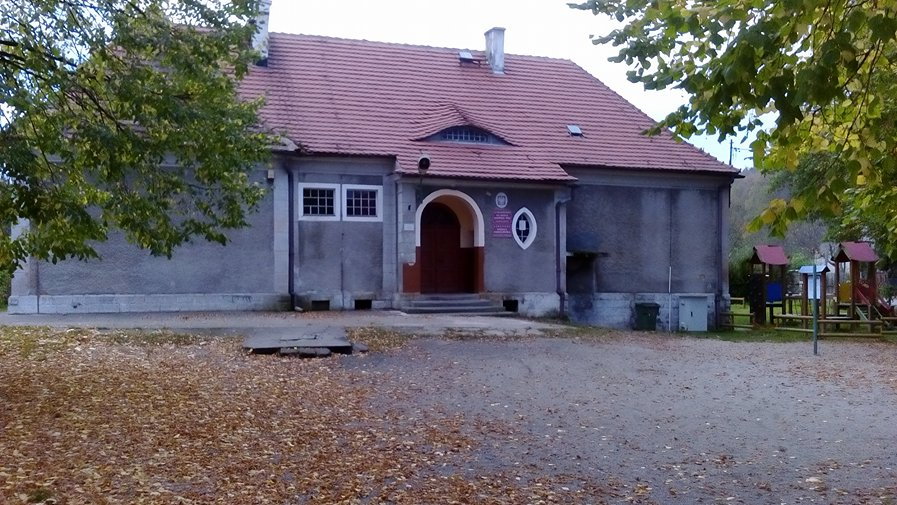
Budynek dawnej Publicznej Szkoły Podstawowej

## Edukacja
Na terenie Jerzmanic funkcjonuje obecnie jedna ogólnodostępna publiczna placówka. Jest nią miejscowa biblioteka. Dzieci i młodzież uczęszczają głównie do szkół w Wilkowie-Osiedlu i Złotoryi.

### Publiczna Szkoła Podstawowa
Miejscowa szkoła podstawowa funkcjonowała od 7 września 1946 do 3 września 2018 roku. Szkoła prowadzona była od 2001 roku przez Stowarzyszenie Na Rzecz Rozwoju Wsi. Zamknięta została z powodu reformy oświatowej, a także malejącej liczby uczniów.

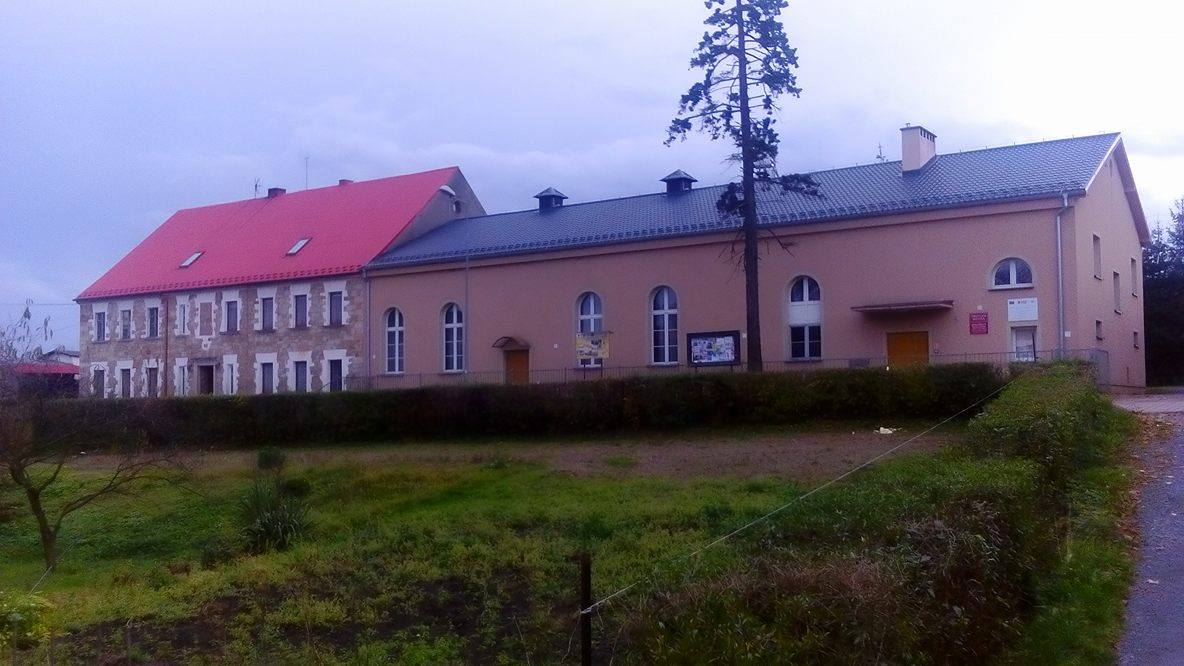
Siedziba biblioteki gminnej oraz świetlica wiejska

Obecnie budynek jest zagospodarowany pod gminne archiwum, a w przyszłości ma także pełnić funkcję gminnego ośrodka kulturalnego.
W Jerzmanicach-Zdroju istnieje również gimnazjum i szkoła zawodowa przy zakładzie poprawczym.

### Filia Biblioteki Publicznej Gminy Złotoryja
Od 1972 roku we wsi działa również biblioteka, która udostępnia czytelnikom 11328 książek (stan na 2022). Zatrudnia jedną osobę.

## Zabytki
Na listopad 2023, do wojewódzkiego rejestru zabytków wpisane są 34 pozycje, w tym:

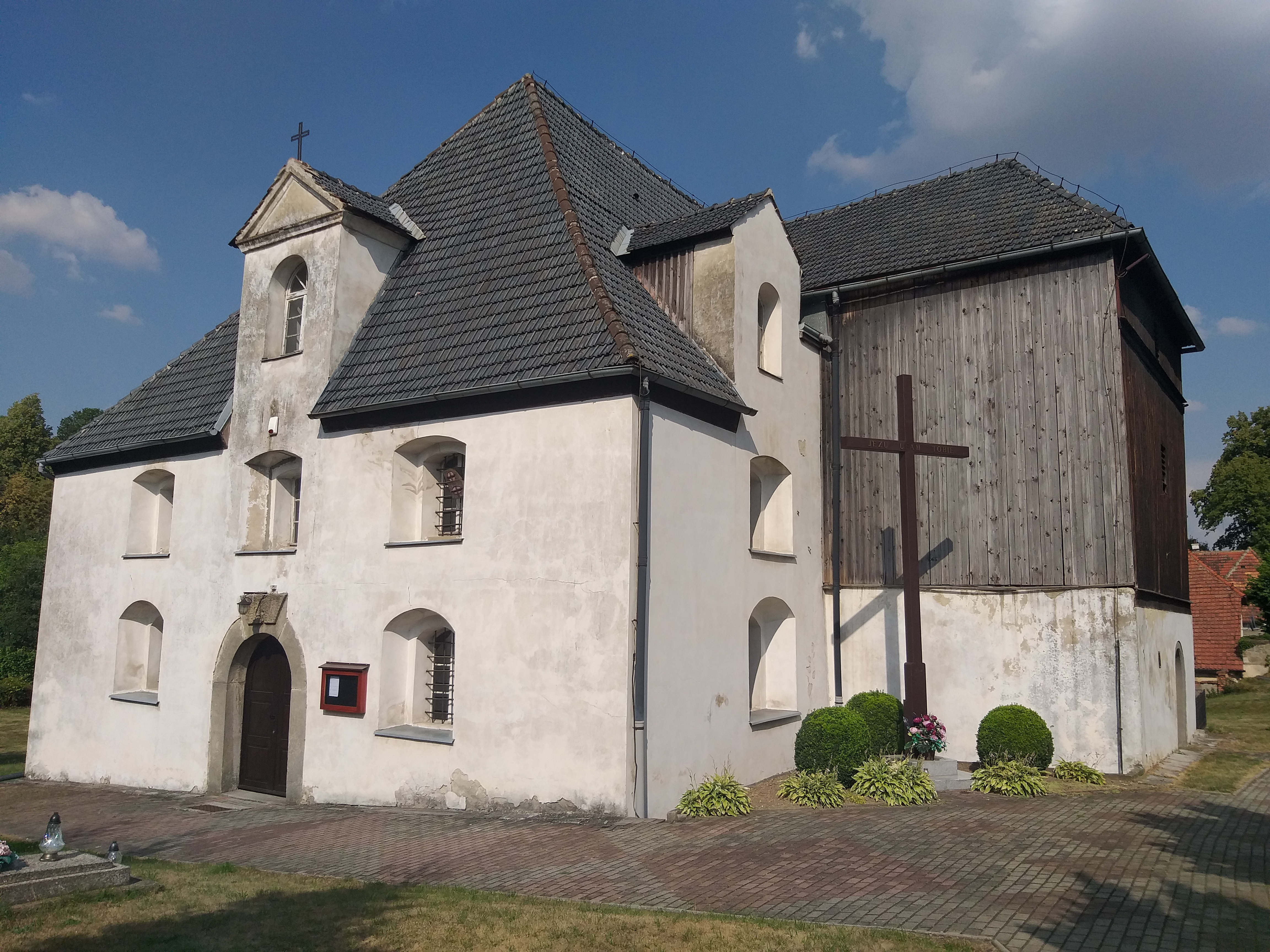
Kościół pw. św. Antoniego

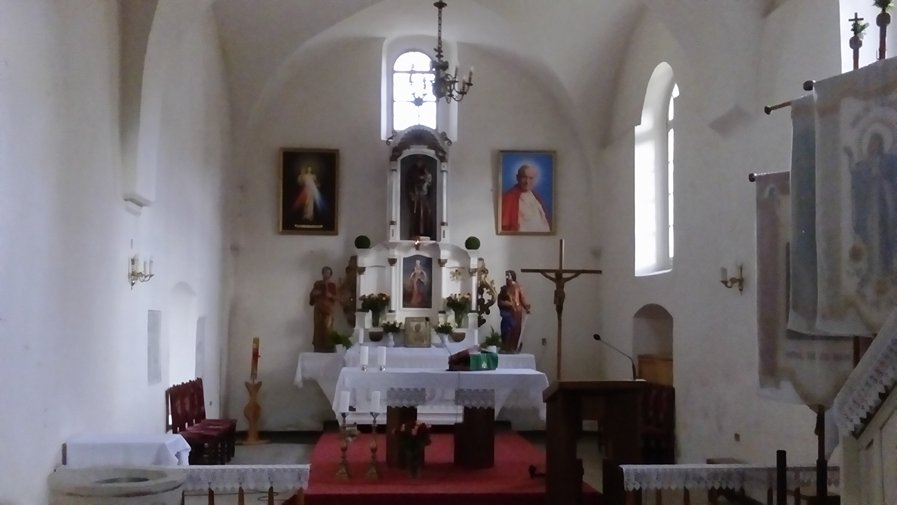
Prezbiterium kościoła św. Antoniego

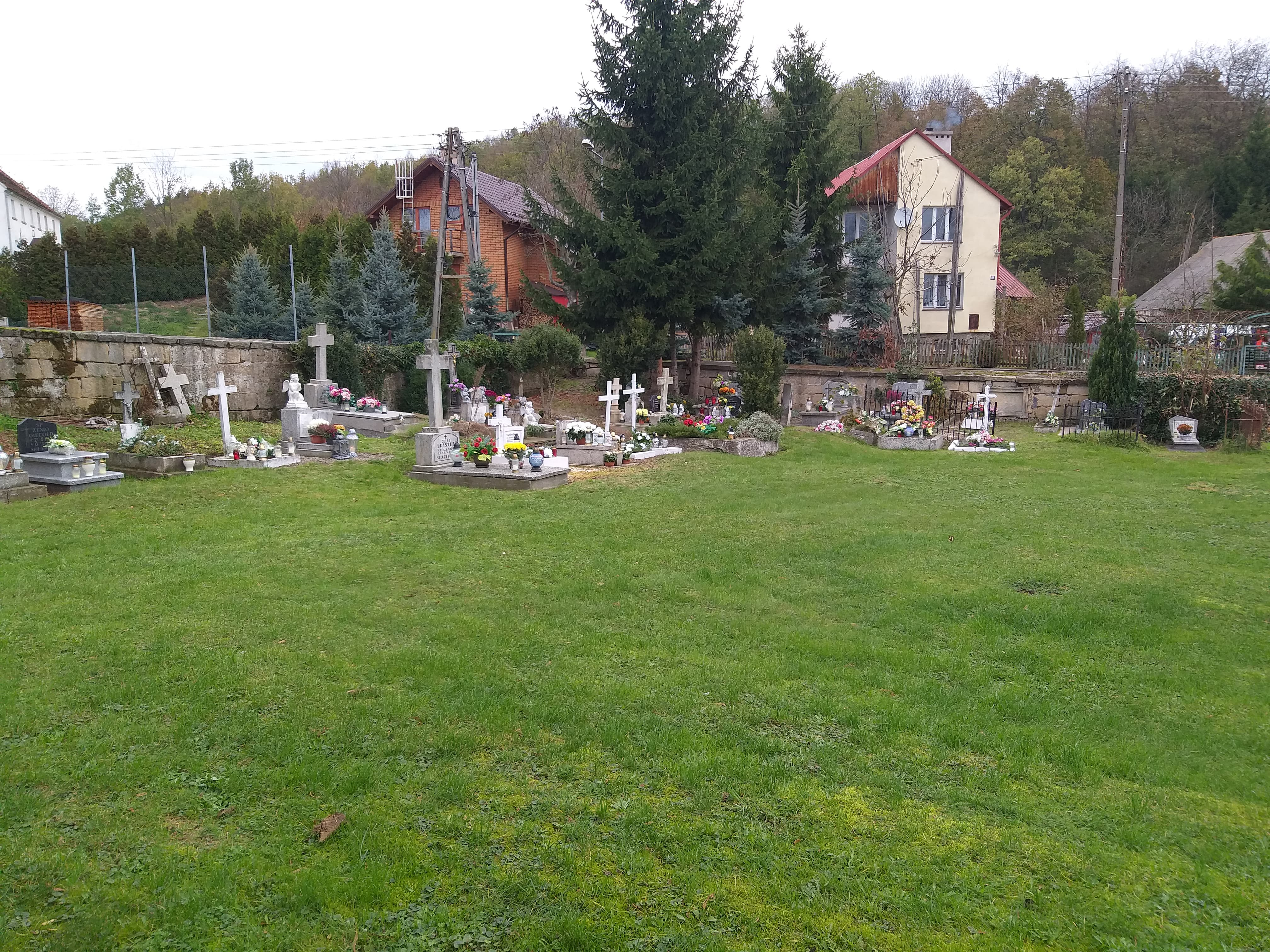
Cmentarz przy kościele pw. św. Antoniego

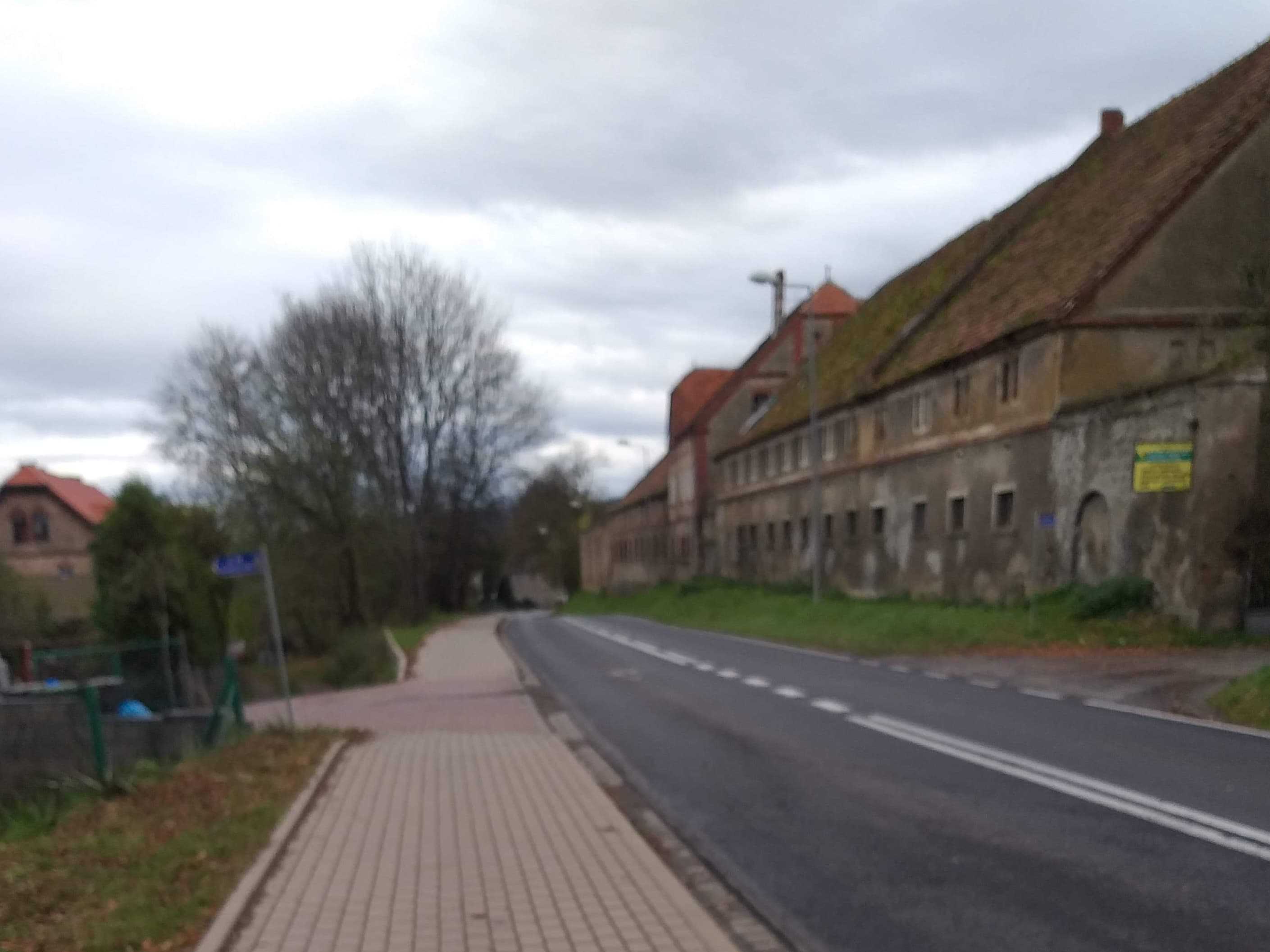
Jerzmanice-Zdrój – widok środkowej części wsi

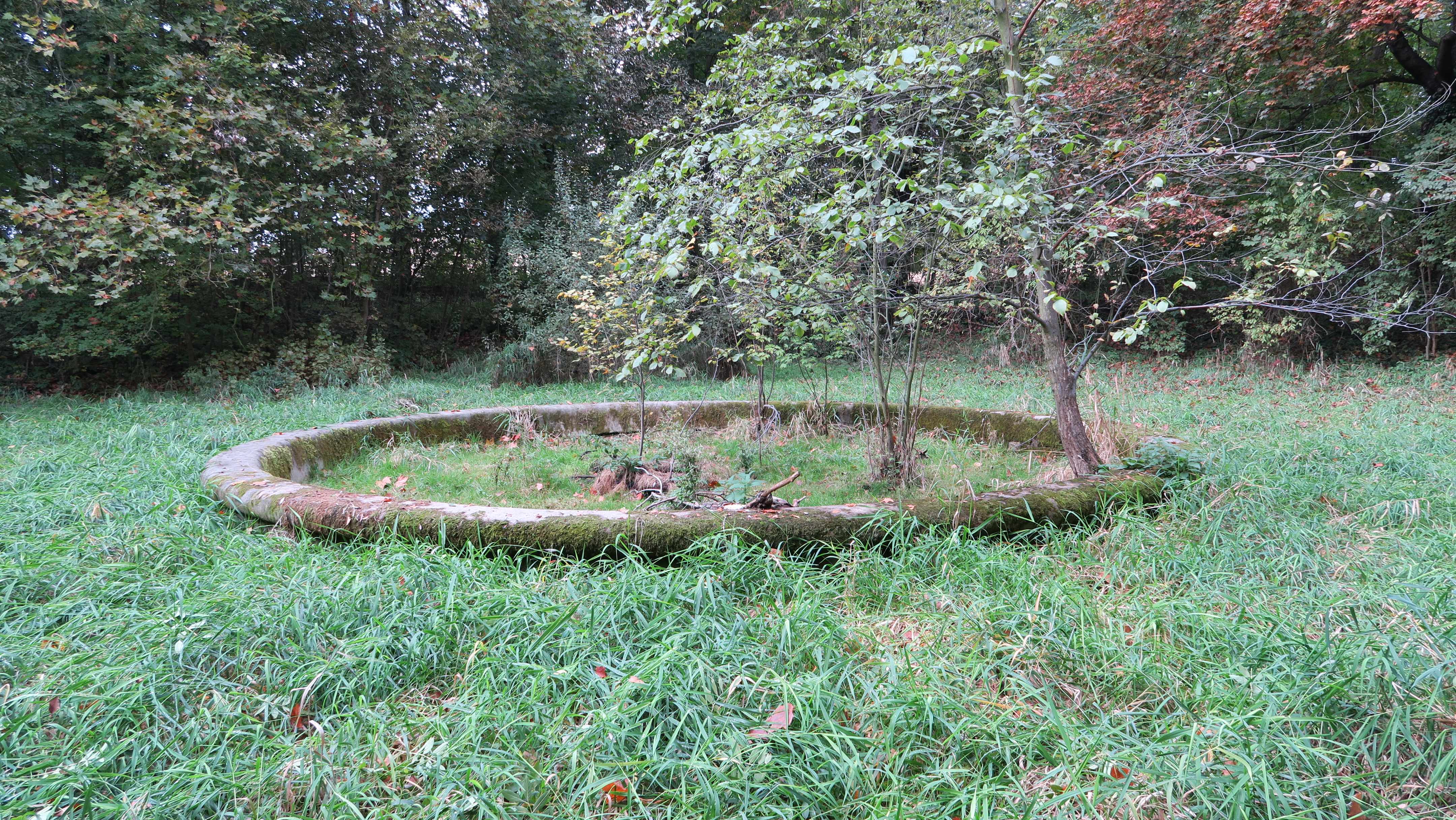
Ruiny fontanny w parku pałacowym

- kościół filialny pod wezwaniem św. Antoniego, wzniesiony prawdopodobnie już w XIV wieku. Od 1527 r. do końca ostatniej wojny służył protestantom. Kilkakrotnie uszkadzany, remontowany i rozbudowywany zasadniczo zmienił swój wygląd – wiadomo, że w XVII w. miał dwie wysokie wieże, a w XVIII–XIX w. wysmukłą sygnaturkę. Obecnie renesansowe formy widoczne są jedynie w nakrytym sklepieniem krzyżowym prezbiterium. Znajduje się tam zespół 6 płyt nagrobnych z XVI i XVII w., umieszczonych w prezbiterium i na ścianach zewnętrznych, upamiętniających zmarłych z rodów Bocków, Schindelów oraz syna jednego z pastorów, Laurentiusa Heinricha. W murze otaczającym kościół, po zewnętrznej stronie tkwi krzyż kamienny z datą „1763” (wykutą wtórnie na znacznie starszym krzyżu)[19]. Obecnie wskutek przeprowadzonych dość nieudolnie działań remontowych może być niewidoczny.

- cmentarz przykościelny (ostatni pochówek 1974 lub 1976)
- rządcówka z kuźnią, z pierwszej połowy XVIII w. (na elewacji kuźni znajduje się kartusz herbowy z datą 1714)
- stajnia z pierwszej połowy XVIII w.
- oficyna mieszkalna z przełomu XIX/XX w.
- zespół budynków folwarcznych z XVI w. (obecny wygląd z początku XX w.), w latach 1947–1992 na terenie folwarku funkcjonowało państwowe gospodarstwo rolne
- obora z przełomu XIX/XX w.

- spichlerz z warsztatem z przełomu XIX/XX w. Park pałacowy i folwark tworzyły kompleks, w którym od 1541 roku do 1906 roku i od 1945 do 1974 roku znajdował się jeden pałac, a od 1906 do 1945 roku znajdowały się tam aż dwa pałace. Dziś oba nie istnieją, jak również nie ma żadnych ich pozostałości
- ww. zespół pałacowy z XVI w. (nieistniejący od 1974 r.)
- park pałacowy z l. 1880/90 (z wyraźnymi śladami po znajdującym się tam niegdyś zbiorniku wodnym oraz pozostałościami fontanny – kamienna obręcz)
- zespół budynków dworca kolejowego z 1896 r. wraz z drewnianą werandą
- sanitariaty przy dworcu kolejowym z końca XIX w.

### Inne interesujące miejsca i obiekty
- pałacyk w górnej części wsi (dziś budynek mieszkalny nr 103), tzw. „dworek”
- budynek dawnej szkoły podstawowej z 1903 r. (do wysiedlenia Niemców funkcjonował jako przykościelna szkoła ewangelicka, następnie jako polska podstawowa szkoła publiczna)
- domy mieszkalne numer: 78 (z 1813 roku) wraz z winnicą oraz 76 (z 1815 roku)
- pozostałości kamieniołomu w środkowej części wsi przy prowadzącej do lasu drodze polnej
- kompleks budynków uzdrowiska funkcjonującego na przełomie XIX/XX w., obecnie zakład poprawczy
- żelazny most i czerwony most (w bezpośrednim sąsiedztwie najprawdopodobniej jedyne w Polsce wiszące tory kolejowe, które powstały w wyniku podmycia gruntu znajdującego się pod fragmentem linii kolejowej)[20][21]
- wodospad na rzece Kaczawa (administracyjnie na granicy wsi)
- most drogowy na Kaczawie w ciągu drogi powiatowej
- pozostałości kamieniołomu w dolnej części wsi (jedna ze ścian Kruczych Skał; obecnie wykorzystywana w celach wspinaczkowych)
- Skalne Źródełko z XIII wieku zwane też źródełkiem św. Jadwigi, znajdujące się u podnóża Kruczych Skał
- Studnia Trozendorfa znajdująca się około stu metrów za mostem nad Kaczawą przy drodze w kierunku Złotoryi
- budynek dawnej restauracji „Waldschloss” (dziś budynek mieszkalny nr 5)

## Demografia
Społeczność Jerzmanic-Zdroju to stosunkowo niewielkie skupisko ludności. Jerzmanickie społeczeństwo liczy obecnie około 663 osoby. W gminie Złotoryja zajmuje czwarte miejsce pod względem populacji. 52,5% społeczeństwa to mężczyźni, a 47,5% to kobiety (stan na 2021). Dane za poprzednie lata mówią o liczbie około ponad 800 mieszkańców.
W wieku przedprodukcyjnym znajduje się 17,1% kobiet i 17% mężczyzn, w wieku produkcyjnym – 60,4% kobiet i 75,6% mężczyzn, a w wieku poprodukcyjnym – 22,5% kobiet oraz 7,5% mężczyzn. Wpływ na niski udział mężczyzn 64+ w ogóle wynika prawdopodobnie ze słabego poziomu opieki zdrowotnej oraz niskiej świadomości na temat stanu swojego zdrowia.
W ostatnich XXI wieku kobiety dominowały tylko w spisie ludności w 2002 roku. Ludność Jerzmanic stanowi 9,5% ludności gminy wiejskiej Złotoryja.
Na terenie Jerzmanic-Zdroju działalność prowadzą 83 podmioty gospodarki narodowej.

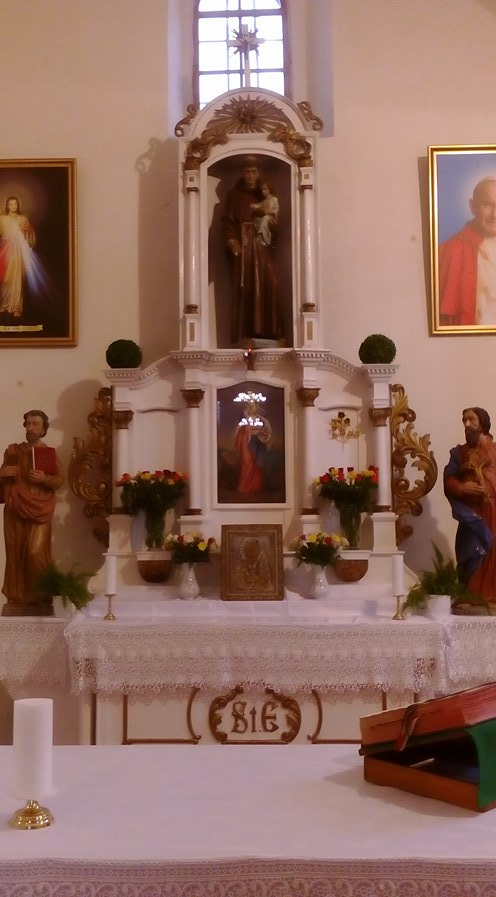
Ołtarz w kościele pw. św. Antoniego

### Religia
W sferze religijnej większość mieszkańców identyfikuje się jako osoby wyznania rzymskokatolickiego, aczkolwiek do miejscowego kościoła uczęszczało, wg danych liczenia wiernych z 25 listopada 2018 roku, 10,6% mieszkańców, z czego 46,3% przystępowało do komunii świętej. Większość uczestników nabożeństw, a także osób idących do komunii stanowią kobiety. W Jerzmanicach-Zdroju mieszka również grupa Świadków Jehowy (najbliższy zbór w Złotoryi), a także osoby niewierzące i bezwyznaniowe. Miejscowość charakteryzuje się niskimi wskaźnikami, jeśli chodzi o religijność społeczności. Część katolików uczestniczy w nabożeństwach w kościele parafialnym w Złotoryi.

#### Kościół św. Antoniego Padewskiego
Jedynym miejscem kultu religijnego w Jerzmanicach-Zdroju jest rzymskokatolicka świątynia pod wezwaniem św. Antoniego Padewskiego. Świątynia w tym miejscu istniała już w XIII w. Obecny budynek powstał najprawdopodobniej już w XIV wieku (wg innych źródeł w wieku XVI). Od 1527 roku oficjalnie służył protestantom. Kościół znacznie ucierpiał podczas wojny trzydziestoletniej. Został odbudowany w 2. połowie XVII wieku, a około roku 1700 został rozbudowany. Był przebudowywany w XVIII i XIX wieku. Wnętrze sklepienia jest przykryte bezżebrowym sklepieniem krzyżowym. Jest to świątynia jednonawowa z barokowym portalem głównego wejścia i dwupoziomowymi drewnianymi emporami z XVIII w. oraz tablicami nagrobnymi z XVI wieku. Kościół posiada prostokątne, oskalpowane prezbiterium i jest to budynek orientowany. Posiadał niegdyś dwie wieże, jedna z nich spłonęła, druga była przebudowywana.
Obecnie, od 1945 roku służy wiernym Kościoła rzymskokatolickiego. Świątynia znajduje się w jurysdykcji parafii Narodzenia NMP w Złotoryi.

### Ludność w ujęciu historycznym
Na temat liczby mieszkańców Jerzmanic pojawiały się zapiski w różnych księgach i dokumentach. Mieszkańcy Jerzmanic stanowili od lat pomiędzy 1816 a 1841 grupę co najmniej 600-osobową. Jedynie w 1914 roku liczba ta zmniejszyła się.
Po 1945 roku miejscowość liczyła więcej, niż 700 mieszkańców, co potwierdzają dane zebrane z 5 lat pomiędzy 1986 a 2011 rokiem. Szczególna dodatkowa informacja napływa z roku 1927. Wiadomo, że wówczas do miejscowej szkoły z 4 oddziałami uczęszczało 131 uczniów.
W spisie z 2021 roku odnotowano liczbę mieszkańców na poziomie 663 mieszkańców.
| Rok     | L. mieszk. | Uwagi                         |
| ------- | ---------- | ----------------------------- |
| 1786    | 486        |                               |
| 1816    | 580        |                               |
| 1841    | 797        | w tym 55 katolików            |
| 1845    | 852        | w tym 55 katolików            |
| 1871    | 737        |                               |
| 1885    | 677        |                               |
| 1904    | 650        |                               |
| 1910    | 683        |                               |
| 1914    | 570        |                               |
| 1920    | 722        |                               |
| 1927    | 750        | w tym 41 katolików i 6 innych |
| 1928    | 876        | w tym 41 katolików            |
| 1933    | 954        |                               |
| 1937    | 965        |                               |
| 1939    | 965        |                               |
| 1941/43 | 965        |                               |
| 1986    | 782        |                               |
| 1998    | 822        | 406 kobiet i 416 mężczyzn     |
| 2002    | 735        | 374 kobiety i 361 mężczyzn    |
| 2009    | 757        | 370 kobiet 387 mężczyzn       |
| 2011    | 770        | 369 kobiet i 401 mężczyzn     |
| 2021    | 663        | 315 kobiet i 348 mężczyzn     |

Tabela opracowana na podstawie źródeł

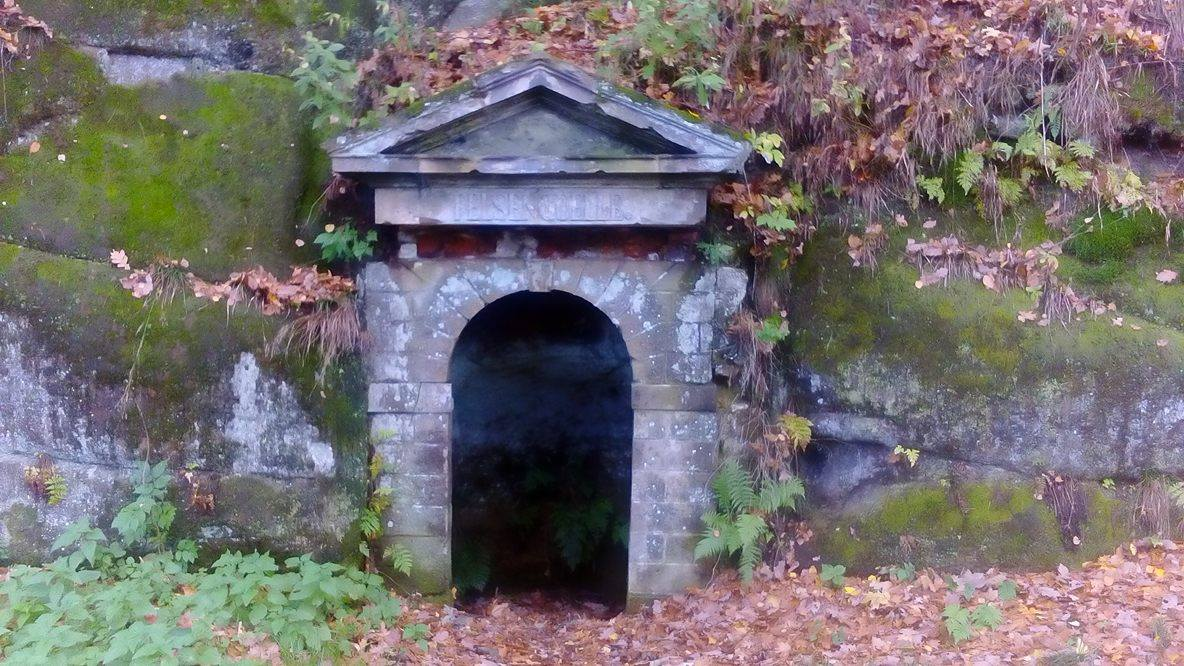
Skalne Źródełko, także Źródełko św. Jadwigi – bez kolumn (Krucze Skały)

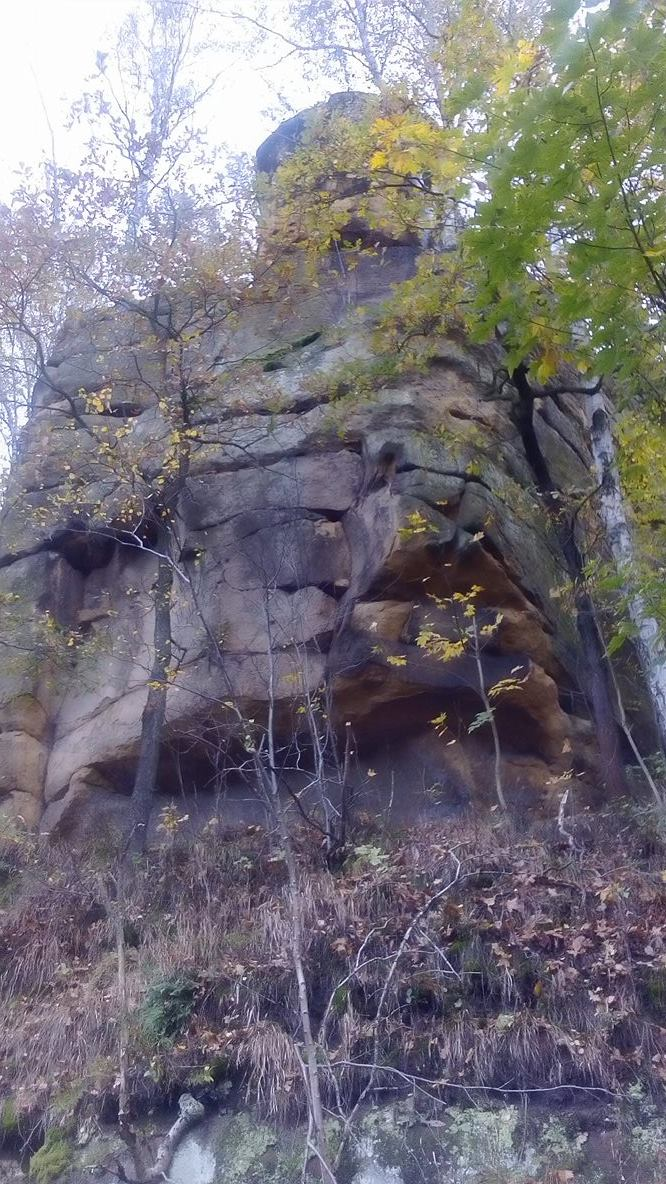
Część Kruczych Skał

## Turystyka
Według danych Centralnego Rejestru From Ochrony Przyrody w Jerzmanicach-Zdroju znajdują się dwa pomniki przyrody:
- pomnik przyrody nieożywionej Krucze Skały, pionowe skalne ściany piaskowcowe powstałe 92 mln lat temu
- skupisko 3 pomników przyrody nieożywionej, składające się z 3 jaskiń: Wilcza, Niedźwiedzia i Wodospad

Przez Jerzmanice przebiegają następujące szlaki turystyczne:
- Szlak św. Jakuba – prowadzony jest dawną „Wysoką Drogą”. Łączy się z odcinkami Drogi św. Jakuba w Niemczech, Francji i Hiszpanii. Dociera do Katedry w Santiago de Compostela, gdzie znajduje się grób Świętego Jakuba
- Szlak Spacerowy  – w pobliżu Jerzmanic-Zdroju biegnie doliną Kaczawy, u stóp pseudokrasowych jaskiń-pieczar: Wilczej Jamy, Niedźwiedziej Jamy i Skalnego Wodospadu, dalej u podnóża rezerwatu geologicznego „Wilcza Góra”
- Szlak Źródlany  – szlak wiedzie przez miejscowości, w których wedle ustnej tradycji znajdują się „źródełka św. Jadwigi” – w tym przez Jerzmanice-Zdrój. Od 2006 r. organizowane są na nim rajdy rowerowe dla dzieci i młodzieży
- Złoty szlak rowerowy  – szlak prowadzi przez miejsca związane z wydobyciem złota w okolicach Złotoryi[28]

## Komunikacja i transport

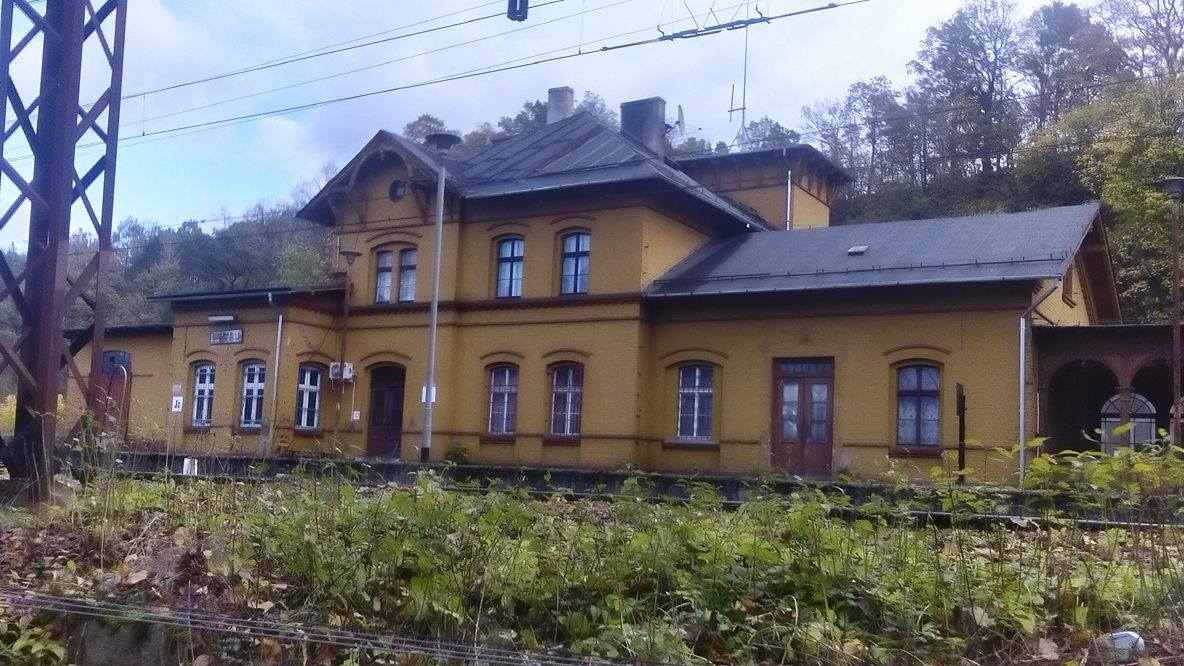
Stacja kolejowa – przednia fasada

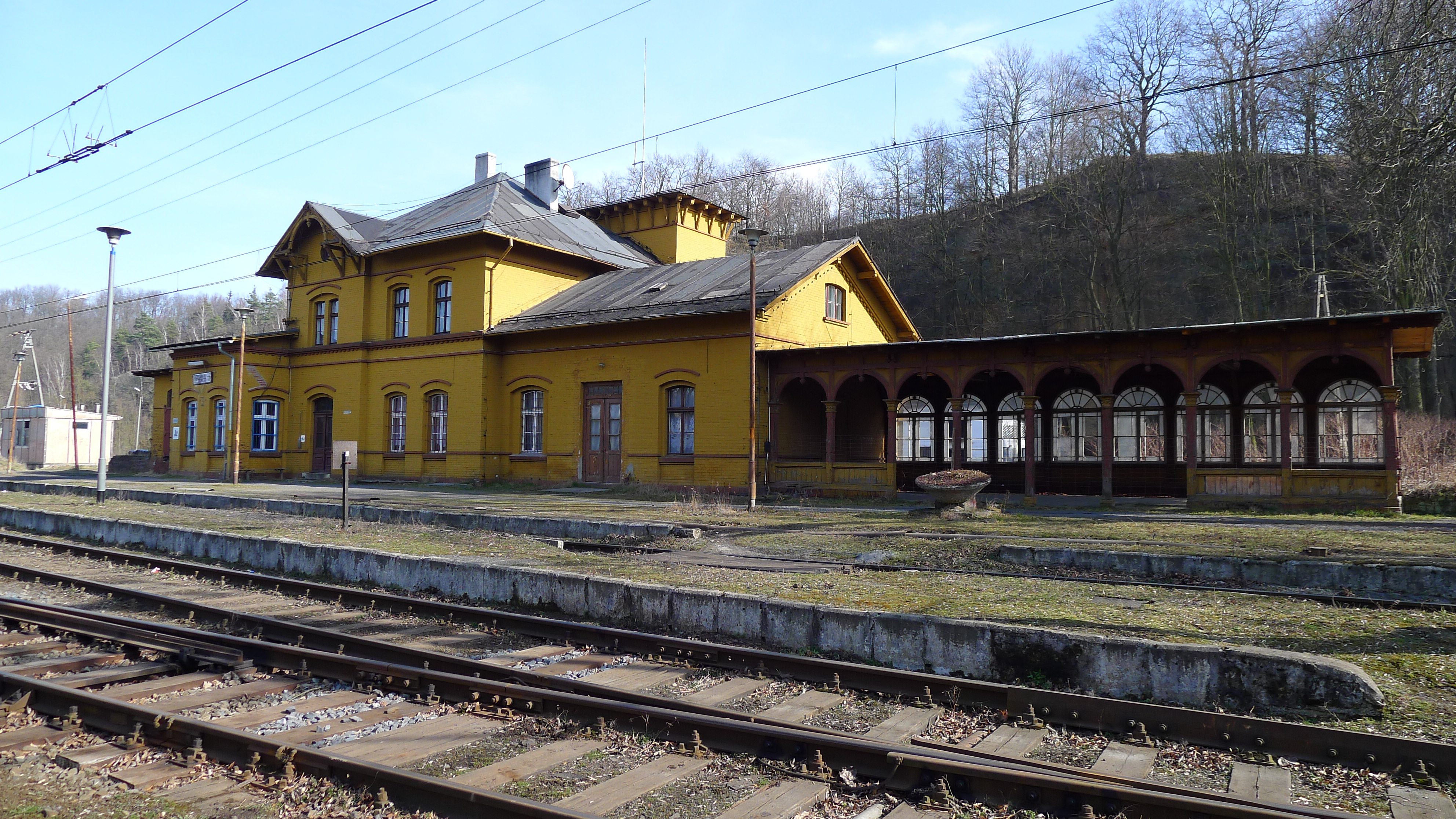
Stacja kolejowa – widok ogólny

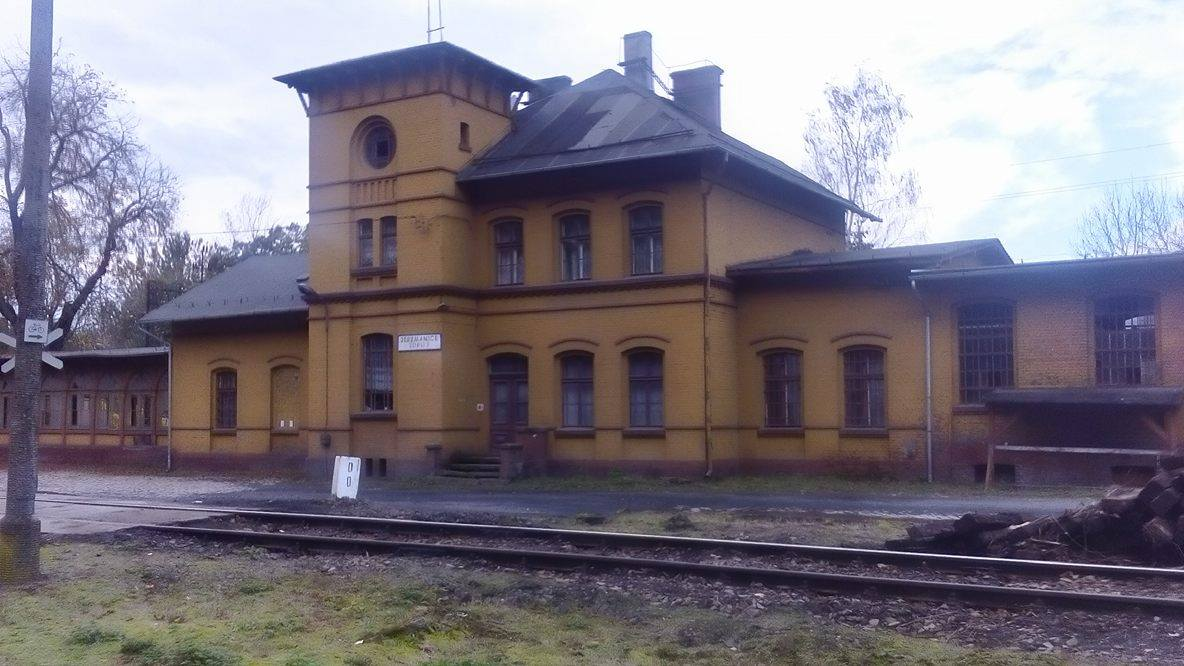
Stacja kolejowa – tylna fasada

### Drogi
Przez wieś przebiegają dwie drogi wojewódzkie, które połączone są ze sobą drogą powiatową:
| droga wojewódzka 328 | Marciszów – Nowe Miasteczko (droga do Jeleniej Góry i Chojnowa z dojazdem do Autostrady A4), |
| droga wojewódzka 364 | Gryfów Śląski – Legnica (droga do Lwówka Śl. i Legnicy z dojazdem do Autostrady A4).         |

W promieniu ok. 10 km znajduje się także Autostrada A4. We wsi znajdują się liczne drogi gminne z których niektóre posiadają asfaltowaną nawierzchnię.

### Kolej
Na terenie wsi znajduje się stacja kolejowa obsługująca następujące szlaki:
- 284 Legnica – Zawidów – obecnie eksploatowany jest tylko 1-torowy, zelektryfikowany w 1988 r., odcinek o znaczeniu pierwszorzędnym do Legnicy o długości 23,7 km. Linię uruchomiono 15 października 1884[29].

W okolicy Jerzmanic-Zdroju znajdują się liczne zakłady zajmujące się wydobyciem surowców mineralnych. W transporcie kruszyw wykorzystywane są linie:
- 312 Jerzmanice-Zdrój – Marciszów (budowa: 1895–96)[30] – eksploatowana na 3,24 km odcinku o znaczeniu drugorzędnym Jerzmanice Zdrój – Osiedle Krzeniów – obsługa zakładu PGP „Bazalt” S.A. w Krzeniowie,
- 342 Jerzmanice-Zdrój – Wilków – eksploatowana na odcinku 3,5 km o znaczeniu miejscowym. Służy jako obsługa zakładu wydobycia bazaltu znajdującego się na pobliskiej Wilczej Górze.

Od wielu lat mówi się o możliwości ponownego wznowienia ruchu pasażerskiego, m.in. na linii prowadzącej z Wrocławia przez Legnicę, Złotoryję i Jerzmanice-Zdrój w kierunku Lwówka Śląskiego. Planowane prace umożliwiające takie wznowienie zakończyć się mają w 2021 roku, na co nic nie wskazuje, gdyż żadne prace jeszcze się nie rozpoczęły.

### Transport publiczny
Przewozem osób zajmują się głównie firmy prywatne, które świadczą usługi przewozowe na trasach m.in. do Złotoryi i okolicznych miejscowości. W Jerzmanicach-Zdroju znajdują się 3 przystanki autobusowe: na osiedlu górnym, przy skrzyżowaniu z DW 364, a także w pobliżu dawnej restauracji „Waldschloss” przy DW 328.

## Sport
Na terenie wsi działał klub piłki nożnej LZS „Iskra” Jerzmanice-Zdrój. Zespół prowadził rozgrywki w V grupie B-klasy legnickiej. Spotkania rozgrywane były na boisku sportowym w dolnej części wsi. Według danych za 2016 rok w lokalnym klubie sportowym ćwiczyło 18 mieszkańców wsi. W 2022 roku klub zakończył działalność.
Do lat 80. XX wieku tenże klub prowadził również sekcję tenisa.

## Galeria

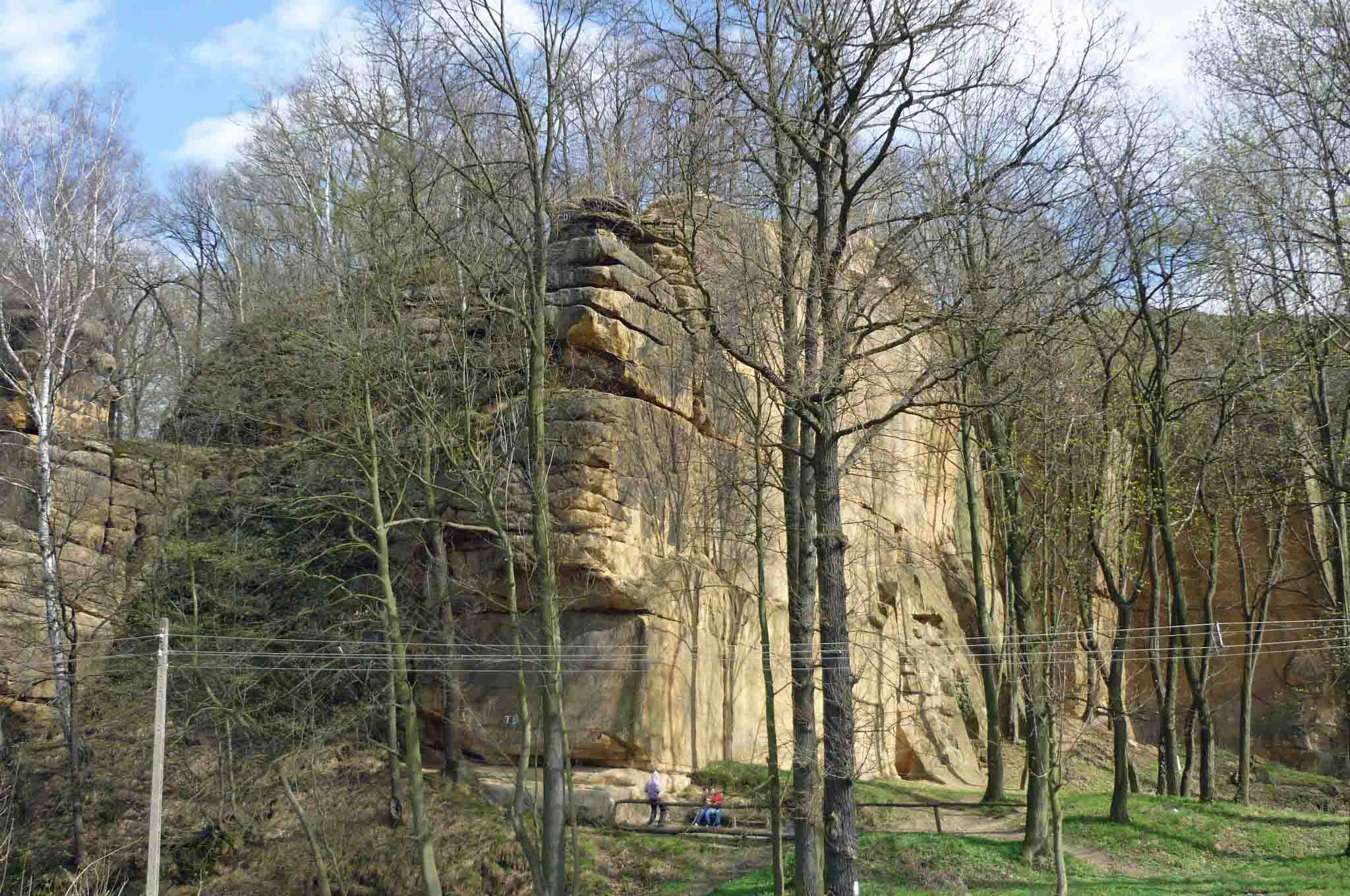
Krucze Skały (Karkonosze)
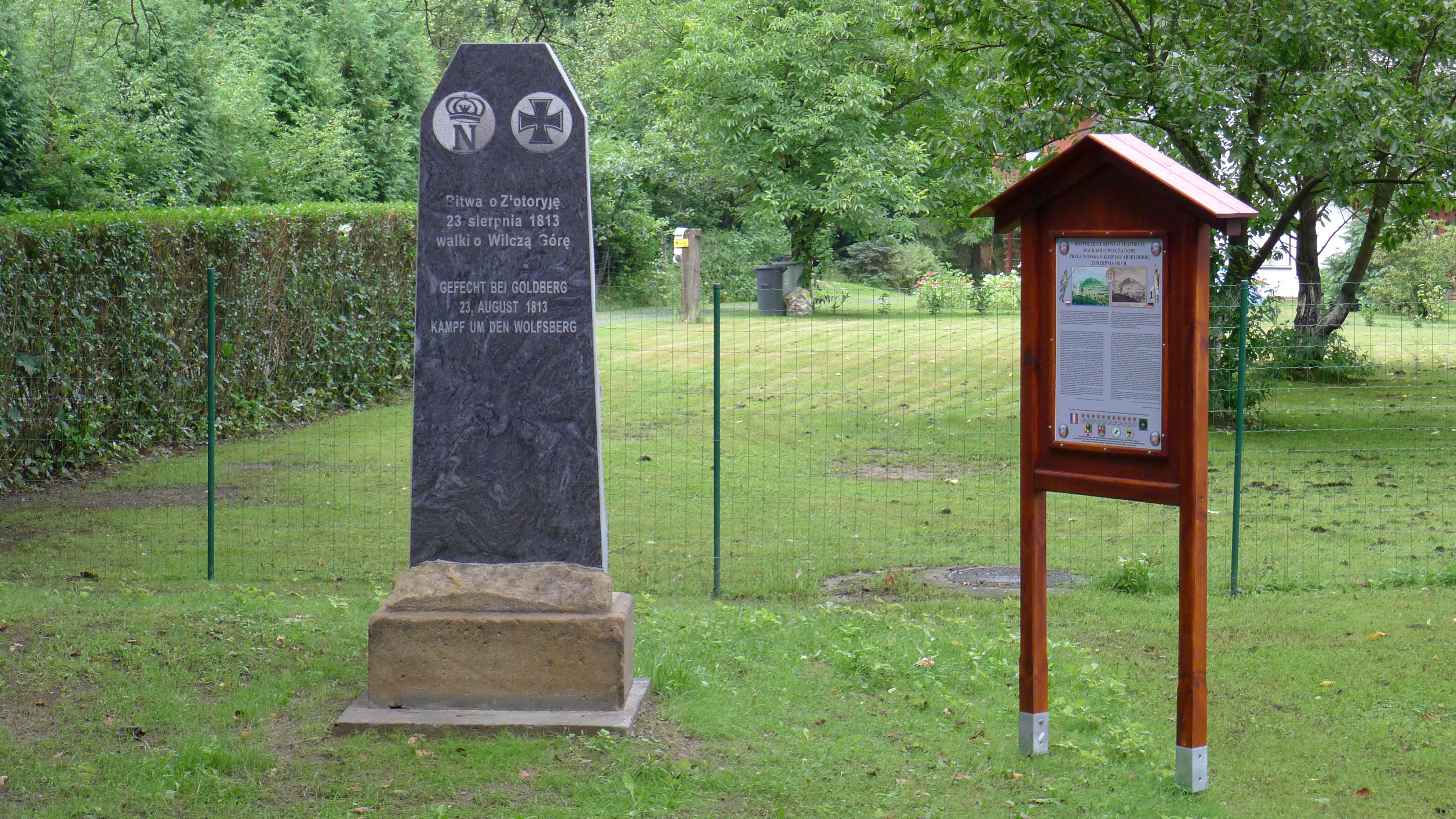
Obelisk: 200 rocznica bitwy o Złotoryję
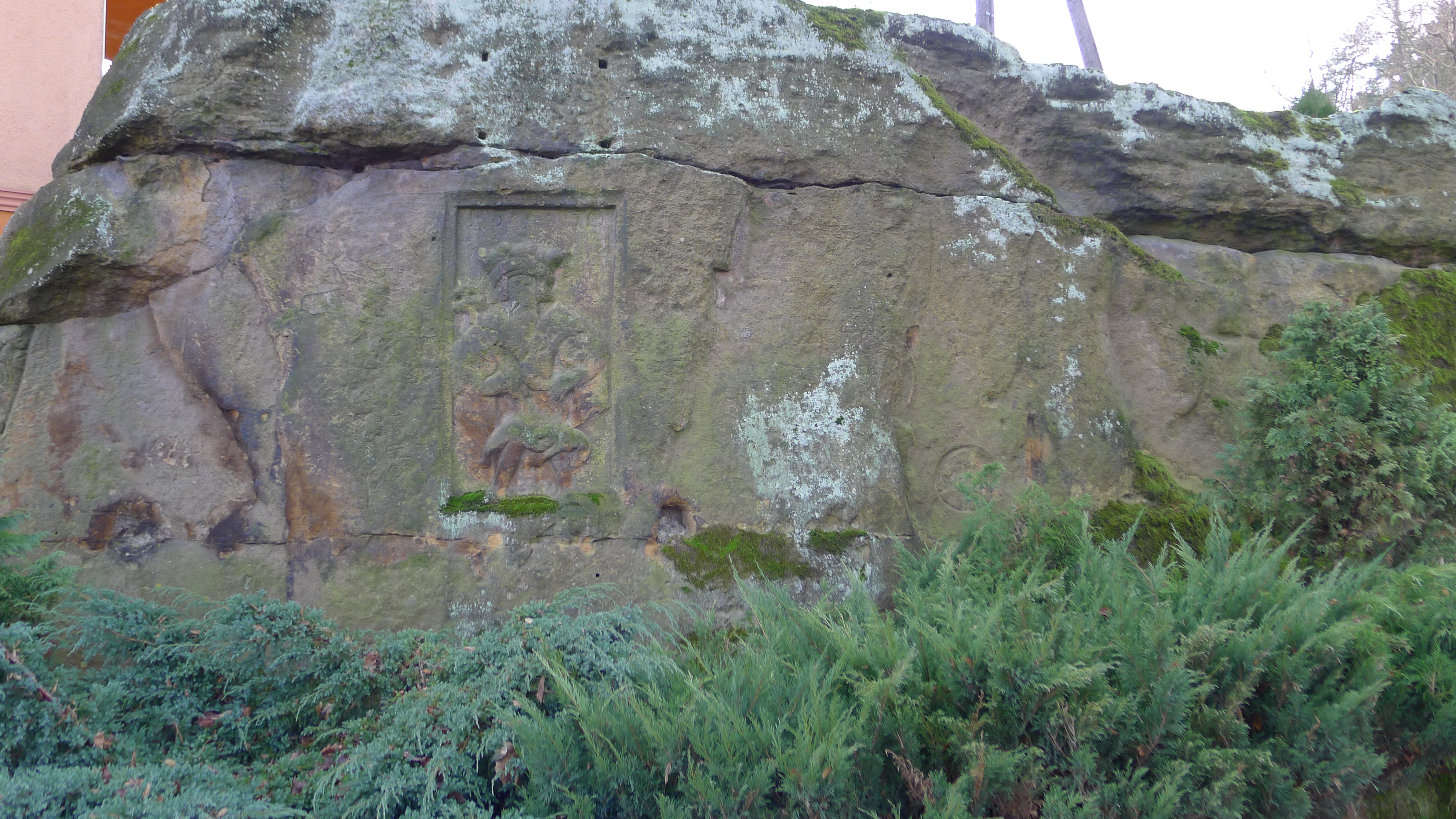
Płaskorzeźby  naskalne na dolnym majątku
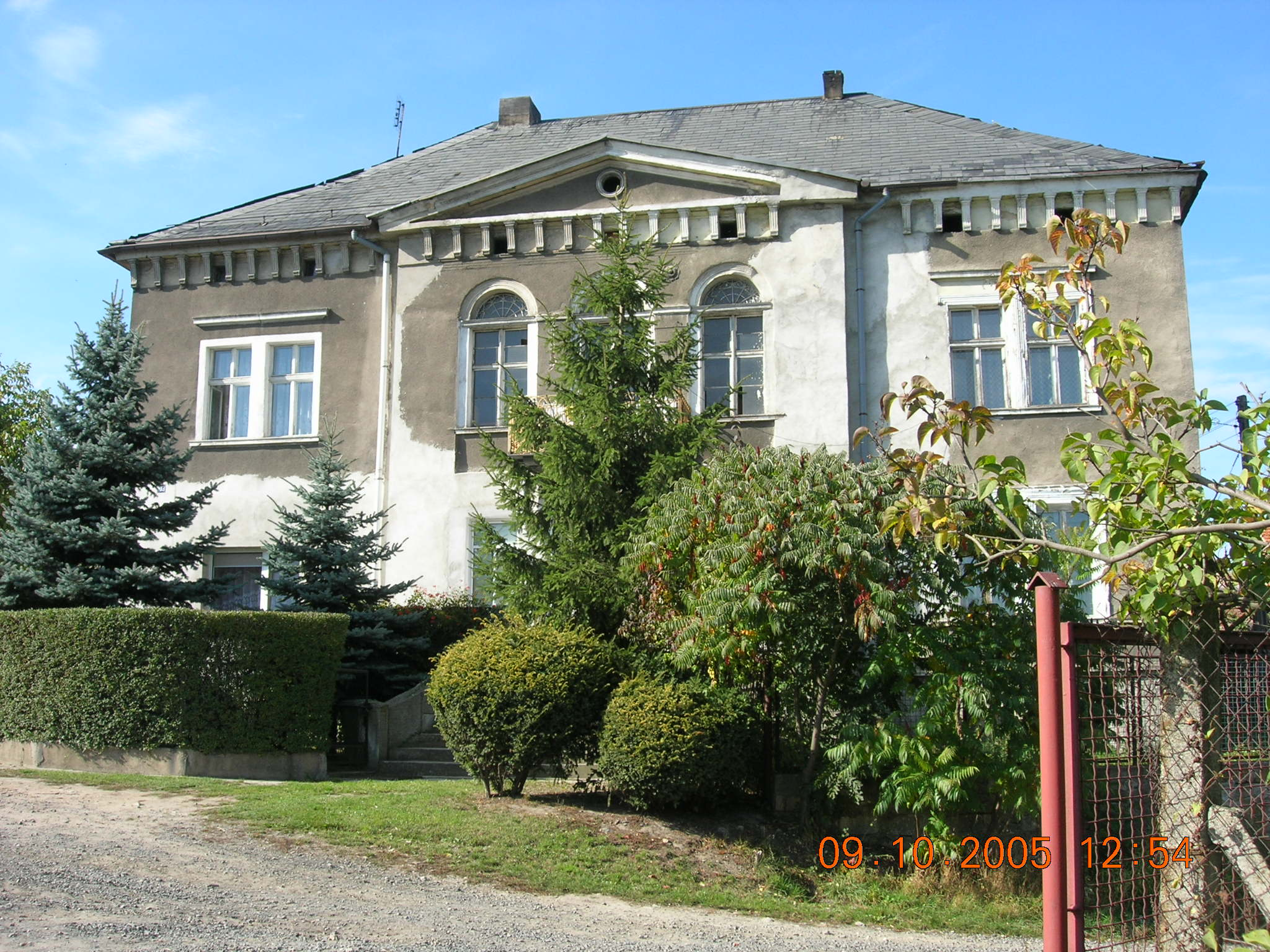
Dawny dwór w górnej części wsi
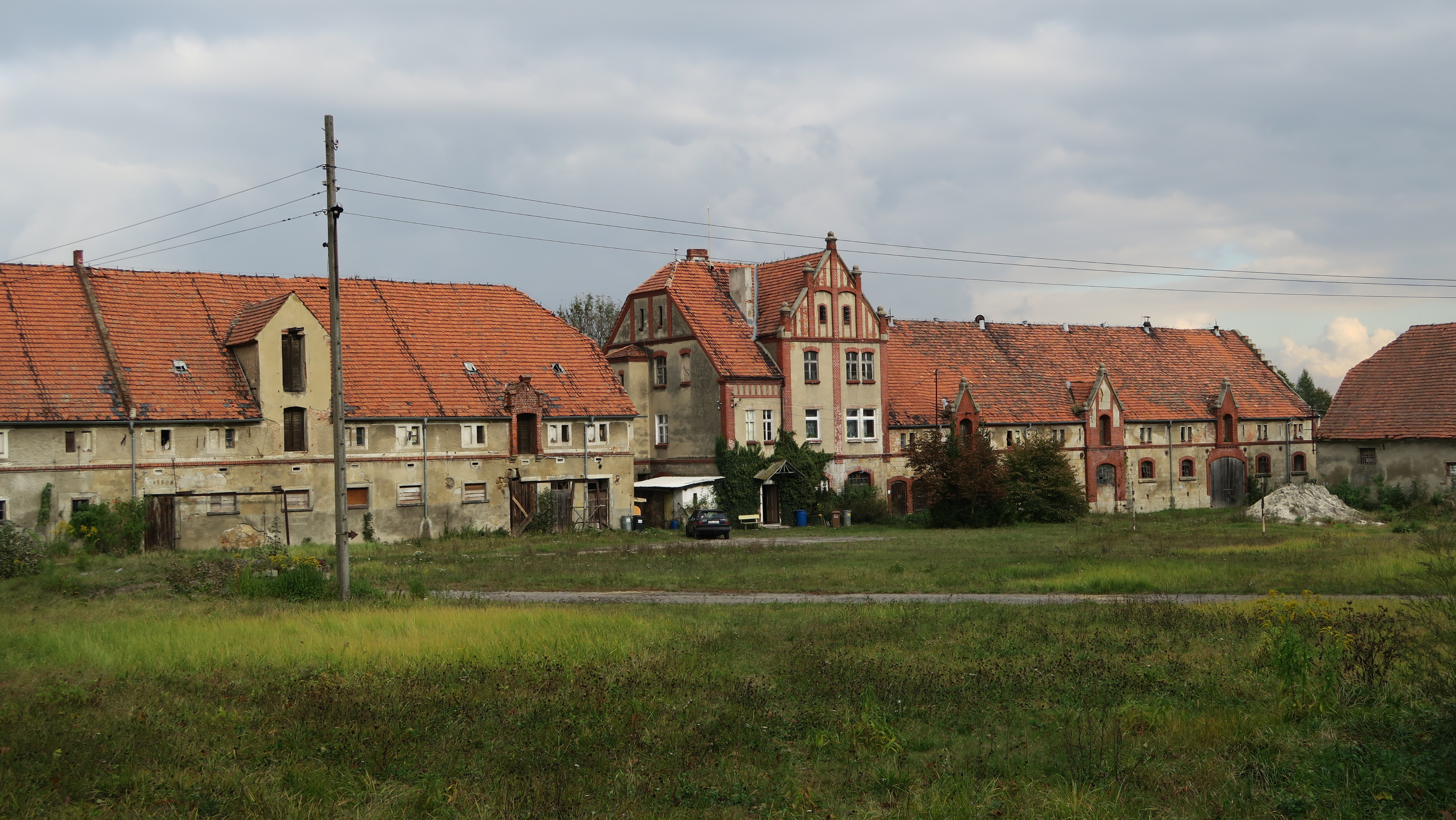
Folwark z XIX/XX w.

1. ↑  Kompleks skał piaskowcowych sprzed około 92 mln lat